# Nazionale maschile di rugby a 15 della Nuova Zelanda
La nazionale di rugby a 15 della Nuova Zelanda (in inglese New Zealand national rugby union team; in maori Kapa whutupaoro uniana o nga tangata motu Aotearoa) rappresenta la Nuova Zelanda nel rugby a 15 in ambito internazionale. I suoi giocatori sono noti anche come All Blacks ("Tutti neri"). Attiva dal 1892 (e internazionalmente dal 1903), è la rappresentativa che vanta il maggior numero di giocatori ammessi nella International Rugby Hall of Fame.
È impegnata annualmente, insieme ad Argentina, Australia e Sudafrica, nel Rugby Championship, equivalente "australe" del Sei Nazioni.
Nell'ambito della stessa competizione la Nuova Zelanda e la nazionale australiana si contendono la Bledisloe Cup, mentre All Blacks e Springboks si contendono la Freedom Cup.
La prima competizione internazionale risale al 1884 contro Wellington XV, Nuovo Galles del Sud, mentre il primo test match risale al 1903, con una vittoria contro l'Australia. Successivamente la Nuova Zelanda disputò un tour nell'emisfero nord nel 1905, durante il quale venne sconfitta solamente dal Galles a Cardiff.
Gli All Blacks videro terminare la loro prima serie di vittorie sui rivali storici del Sud Africa in Nuova Zelanda nel 1956. Una decade più tardi raggiunsero la loro striscia più lunga di vittorie vincendo 17 incontri tra il 1965 e il 1970, record poi battuto nel 2016 con la vittoria sull'Australia. I British and Irish Lions ottennero la loro unica serie di vittorie sugli All Blacks nel 1971, ma sette anni più tardi gli All Blacks completarono il loro primo Grande Slam (vittorie su Inghilterra, Irlanda, Scozia e Galles nello stesso tour).
Il tour del 1981 degli Springboks in Nuova Zelanda causò grande tensione civile a causa delle proteste sulla politica di apartheid del Sud Africa. Nel 1987 la Nuova Zelanda ospitò e si aggiudicò la prima edizione della Coppa del Mondo, mostrando una netta superiorità su tutte le altre squadre partecipanti. Dopo l'apartheid la Nuova Zelanda disputò un tour in Sud Africa nel 1996 e ottenne la sua prima serie di vittorie sul suolo sudafricano.
Le prime uniformi della nazionale neozelandese di rugby consistevano in una maglia nera con una felce argentata e calzoni bianchi. Dal loro tour del 1905 cominciarono a presentarsi in tenuta tutta nera, eccezion fatta per la felce argentata, e fu da allora che nacque il soprannome "All Blacks".
Gli All Blacks tradizionalmente eseguono una haka (particolare danza Maori) prima di ogni incontro. La haka tradizionale eseguita è la Ka Mate, sebbene dal 2005 venga occasionalmente eseguita la Kapa o Pango, una versione modificata della Kia Whaka-ngawari del 1924.
Al 10 marzo 2025 la squadra occupa la 2ª posizione del ranking World Rugby.

## Storia

### Introduzione del rugby in Nuova Zelanda

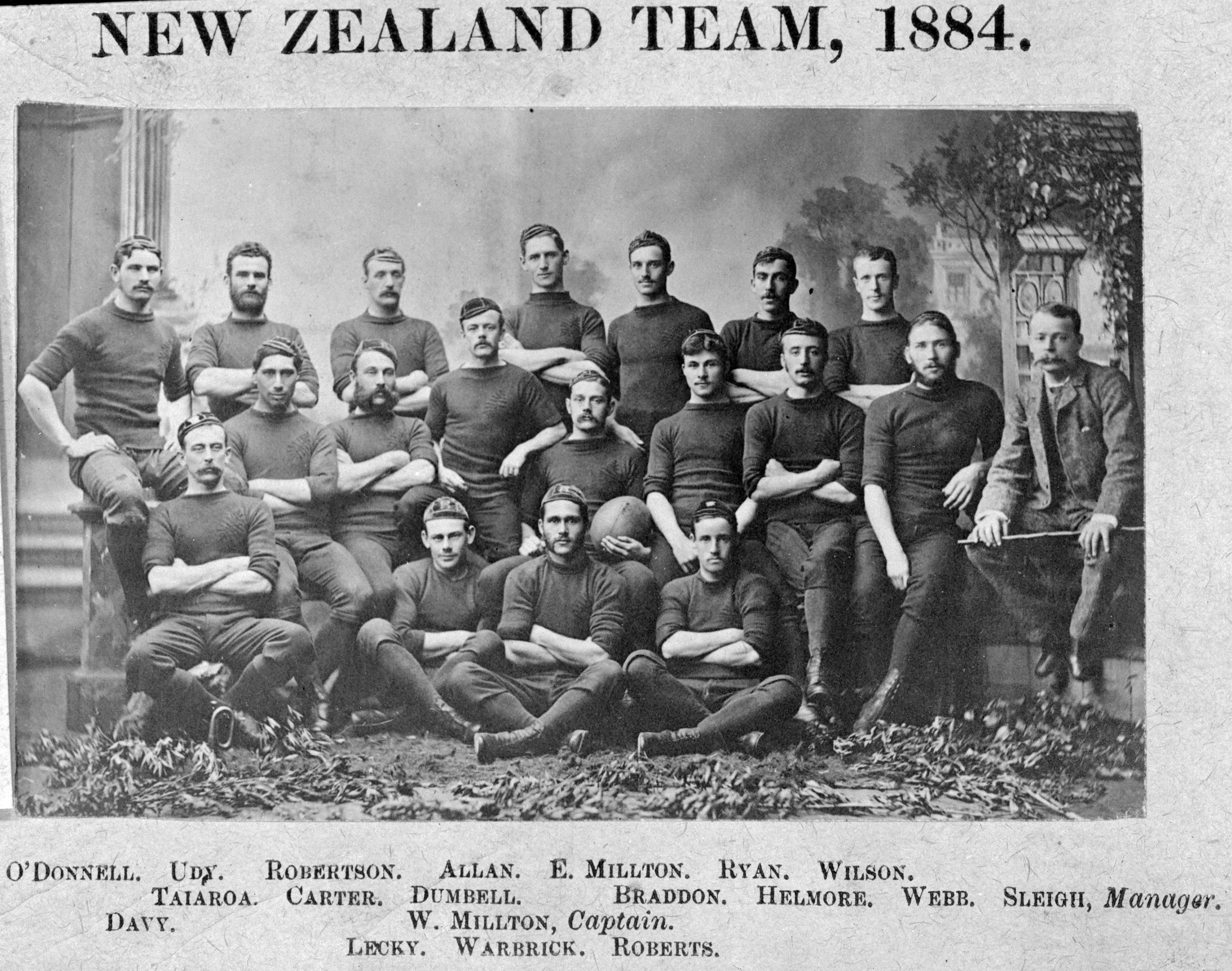
La formazione neozelandese del tour nel Nuovo Galles del Sud del 1884

Il rugby venne introdotto in Nuova Zelanda da Charles Monro nel tardo 1860; Monro scoprì lo sport durante gli anni in cui completò gli studi al Christ's College, East Finchley, Londra. Il primo incontro di rugby fu disputato in Nuova Zelanda il 12 settembre 1870 e vide contrapporsi la squadra di Nelson e quella di Wellington nella città di Petone. La prima federazione neozelandese, la Canterbury Rugby Football Union, fu creata nel 1879.
Le squadre neozelandesi di club disputarono i loro primi incontri internazionali nel 1882 in occasione del tour in Nuova Zelanda della squadra australiana della Southern Rugby Union (l'attuale New South Wales Rugby Union). La squadra ospite giocò due volte contro club di Auckland, due volte contro club di Wellington, una volta rispettivamente contro Canterbury, Otago e West Coast, Isola del Nord. Gli australiani vinsero quattro incontri e ne persero tre. Due anni più tardi la prima squadra della Nuova Zelanda disputò un tour in Nuovo Galles del Sud, con i neozelandesi che vinsero tutti gli incontri disputati.
La prima tournée di una squadra britannica in Nuova Zelanda si tenne nel 1888, quando i British and Irish Lions giocarono in Australia e in Nuova Zelanda, sebbene non sia stato tenuto alcun test match. I giocatori selezionati provenivano principalmente dal nord Inghilterra e dalla Scozia; essendo stato organizzato da privati, il tour mancò del sostegno della federazione inglese in quanto venne meno il rispetto della norma amatoriale allora in vigore. Da cui il motivo per cui non fu tenuto alcun test match.

### Prime competizioni internazionali

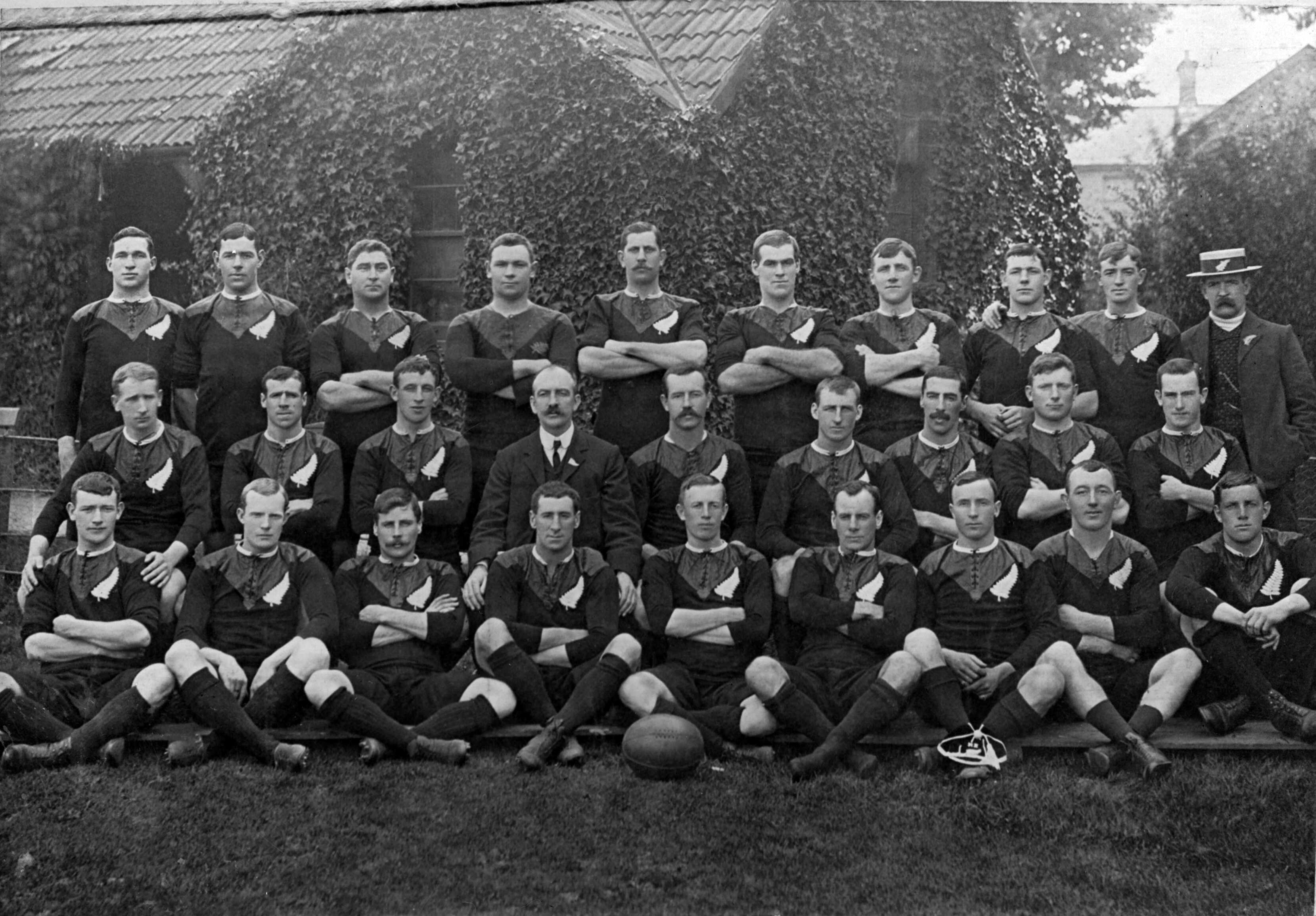
Gli Original All Blacks del 1905

Il 1892 vide la nascita della New Zealand Rugby Football Union (NZRFU) in rappresentanza di sette federazioni locali escluse Canterbury, Otago e Southland contrarie alla regola che imponeva che i membri della commissione esecutiva avessero residenza in Wellington. Il primo incontro ufficiale della Nuova Zelanda si disputò nel Nuovo Galles del Sud nel 1894 e l'anno successivo la Nuova Zelanda giocò il suo primo incontro internazionale casalingo, perdendo 8-6 contro il Nuovo Galles del Sud. Il primo vero test match internazionale fu contro l'Australia al Sydney Cricket Ground il 15 agosto 1903, con vittoria neozelandese 22-3.
Una rappresentativa della Nuova Zelanda tenne il primo tour in Gran Bretagna nel 1905 e venne definita Originals. Il termine "All Blacks" cominciò a essere utilizzato come soprannome per la prima volta durante questo tour, quando, secondo il giocatore neozelandese Billy Wallace, il Daily Mail riportò che i neozelandesi giocarono come se fossero stati all Backs (ovvero, nella denominazione italiana, tutti Trequarti), modo di porre enfasi sulla qualità del gioco veloce d'attacco a tutto campo mostrato da tutti i giocatori, indipendentemente dal ruolo. La parte della squadra costituente il pacchetto di mischia è costituita infatti dai "Forwards", giocatori ai quali è demandato un gioco che, richiedendo peso e grande forza fisica, è solitamente più statico. Il che, con loro, non avvenne. Wallace affermò che in seguito a un errore tipografico, il termine venne trascritto come All Blacks (Tutti Neri). Però probabilmente questo è un mito, considerando che il termine in questione descrive anche la loro uniforme di gioco costituita da maglietta, pantaloncini e calzini neri. Resta il fatto che la capacità degli All Blacks di sviluppare un gioco d'attacco di squadra, veloce e a tutto campo, è una loro straordinaria caratteristica.
L'unica sconfitta degli Originals nel tour fu contro il Galles a Cardiff. L'incontro entrò nel folclore delle due nazioni a causa di una meta non concessa all'All Black Bob Deans e che avrebbe potuto sancire il pareggio finale 3-3. Una rappresentativa delle Isole Britanniche, nota come Anglo-Gallese essendo costituita solamente da giocatori inglesi e gallesi, disputò nel 1908 un tour in Nuova Zelanda perdendo le due partite contro gli All Blacks.

### La leggenda degli All Blacks

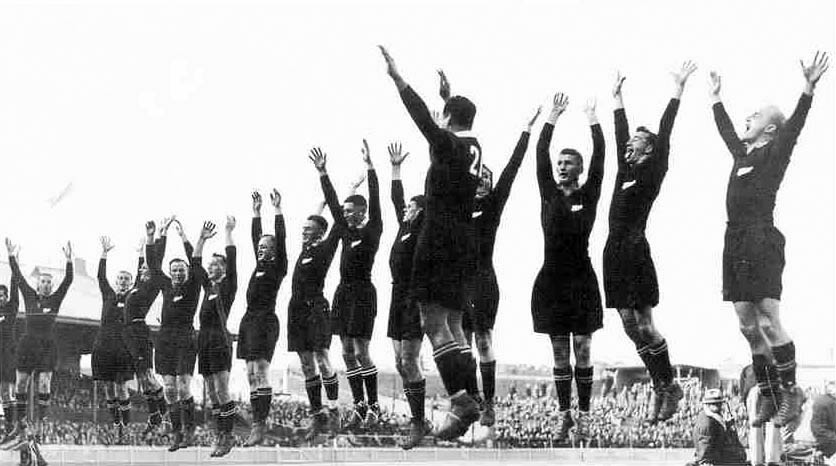
Haka degli All Blacks prima della partita contro l'Australia, 1932

La rivalità tra Nuova Zelanda e il Sud Africa iniziò nel 1921, quando gli Springboks disputarono un tour in Nuova Zelanda conclusosi con una vittoria ciascuno e un pareggio. Gli All Blacks tennero successivamente un tour per la prima volta in Sud Africa nel 1928; con una serie di test match che terminarono in pareggio.
Nel 1924 gli All Blacks si recarono nel Regno Unito guadagnandosi il soprannome Gli Invincibili in quanto vinsero tutti gli incontri. La nazionale non poté però completare il Grande Slam a causa del rifiuto della Scozia a giocare a causa di motivazioni economiche. La prima vera rappresentativa delle Isole Britanniche (oggi nota come British and Irish Lions) affrontò un tour in Nuova Zelanda nel 1930. Sebbene i Lions vinsero il primo incontro, la nazionale casalinga alla fine si impose vincendo tre incontri a uno. La Nuova Zelanda tornò nuovamente nel Regno Unito nel 1935–36, perdendo solamente tre incontri (tra i quali due test match) durante un tour composto in totale da 30 partite, con tappe anche in Canada. In una di queste sconfitte, il principe Aleksandr Obolenskij realizzò due storiche mete contribuendo al 13-0 dell'Inghilterra ai danni della Nuova Zelanda, risultato che rappresentò la prima vittoria degli inglesi contro i neozelandesi.
Nel 1937 il Sud Africa vinse una serie di test match contro gli All Blacks durante il loro tour in Nuova Zelanda, e questa venne definita come la migliore squadra di sempre che si sia recata in Nuova Zelanda. Da allora gli All Blacks visitarono il Sud Africa solamente nel 1949, dopo la seconda guerra mondiale, capitanati da Fred Allen. Il tour registrò il record negativo di due sconfitte degli All Blacks nello stesso giorno. Questo si verificò perché l'Australia era impegnata in tour in Nuova Zelanda nello stesso momento. Il pomeriggio del 3 settembre (ora locale neozelandese), gli All Blacks capitanati da J.B. (Johnny) Smith furono sconfitti 11-6 dall'Australia a Wellington. Lo stesso pomeriggio in Sud Africa (ora locale sudafricana), gli All Blacks capitanati da Ron Elvidge (Allen era infortunato) perse 9-3 contro gli Springboks a Durban. Gli All Blacks in Nuova Zelanda persero anche il loro secondo test match contro l'Australia per 16-9, con i Wallabies che in quell'occasione si aggiudicarono anche la Bledisloe Cup con un totale di vittorie 2-0. Sebbene ogni incontro fosse stato molto combattuto, in totale gli All Blacks persero nel 1949 quattro gare contro il Sud Africa non vincendone nessuna.
Dopo la serie di sconfitte contro il Sud Africa, la Nuova Zelanda si prese la rivincita nel 1956 durante il tour degli Springboks sul terreno neozelandese. Gli All Blacks, capitanati da Bob Duff e allenati da Bob Stuart, si imposero vincendo in totale tre incontri a uno; questo rappresentò il loro primo successo in una serie di test match contro gli Springboks, e di contro la prima sconfitta mai subita da questi ultimi contro qualunque altro avversario. Durante questa serie di incontri Don Clarke debuttò negli All Blacks e Kevin Skinner fu richiamato negli ultimi due test per contribuire ad assicurare la vittoria finale. Skinner fu richiamato per sostituire i due piloni infortunati Mark Irwin and Frank McAtamney, mentre Clarke divenne celebre per la sua abilità nel calciare il pallone.
La vittoria 3-1 degli All Blacks nella serie di test match contro i Lions nel 1959 segnò l'inizio di un periodo di dominio del rugby neozelandese. Durante il tour 1963–64 nel Regno Unito, capitanati da Wilson Whineray, gli All Blacks furono vicini a realizzare un Grande Slam impedito da un pareggio senza realizzazione di punti contro la Scozia. L'unica sconfitta subita in questo tour fu contro Newport RFC che sconfisse gli All Blacks 3-0 al Rodney Parade di Newport il 30 ottobre 1963. Successivamente, nel 1967, la Nuova Zelanda vinse tre test ma fu impossibilitata a giocare contro l'Irlanda a causa di una epidemia di afta epizootica. Questo tour fece parte della più lunga serie di vittorie degli All Blacks durata tra 1965 e 1970, durante la quale ottennero 17 vittorie nei test disputati. Sebbene nel 1966 i Lions furono sconfitti 4-0 nel loro tour in Nuova Zelanda, cinque anni più tardi nel tour dei Lions del 1971 i britannici, capitanati dal gallese John Dawes, sconfissero gli All Blacks in una serie di test match che resta l'unica serie di incontri vinta dai Lions fino a oggi in Nuova Zelanda.
Nel loro tour del 1972-73 in Europa, gli All Blacks pareggiarono contro l'Irlanda 10-10 e furono sconfitti dalla Francia 16-3 non riuscendo per poco a fare il Grande Slam contro le britanniche. Il tour divenne noto anche per la rispedita a casa del pilone Keith Murdoch, accusato di avere partecipato a una rissa in un hotel di Cardiff durante le celebrazioni per la sconfitta del Galles.
Nel 1978, capitanati da Graham Mourie, gli All Blacks ottennero il loro primo Grande Slam suggellato da una vittoria 13-12 sul Galles. Questo incontro provocò grande controversia dopo che gli All Blacks vinsero in seguito a una punizione concessa alla fine dell'incontro. L'unica sconfitta degli All Blacks in quel tour fu il famoso 12-0 subito dagli irlandesi del Munster al Thomond Park di Limerick.

### Tour controversi

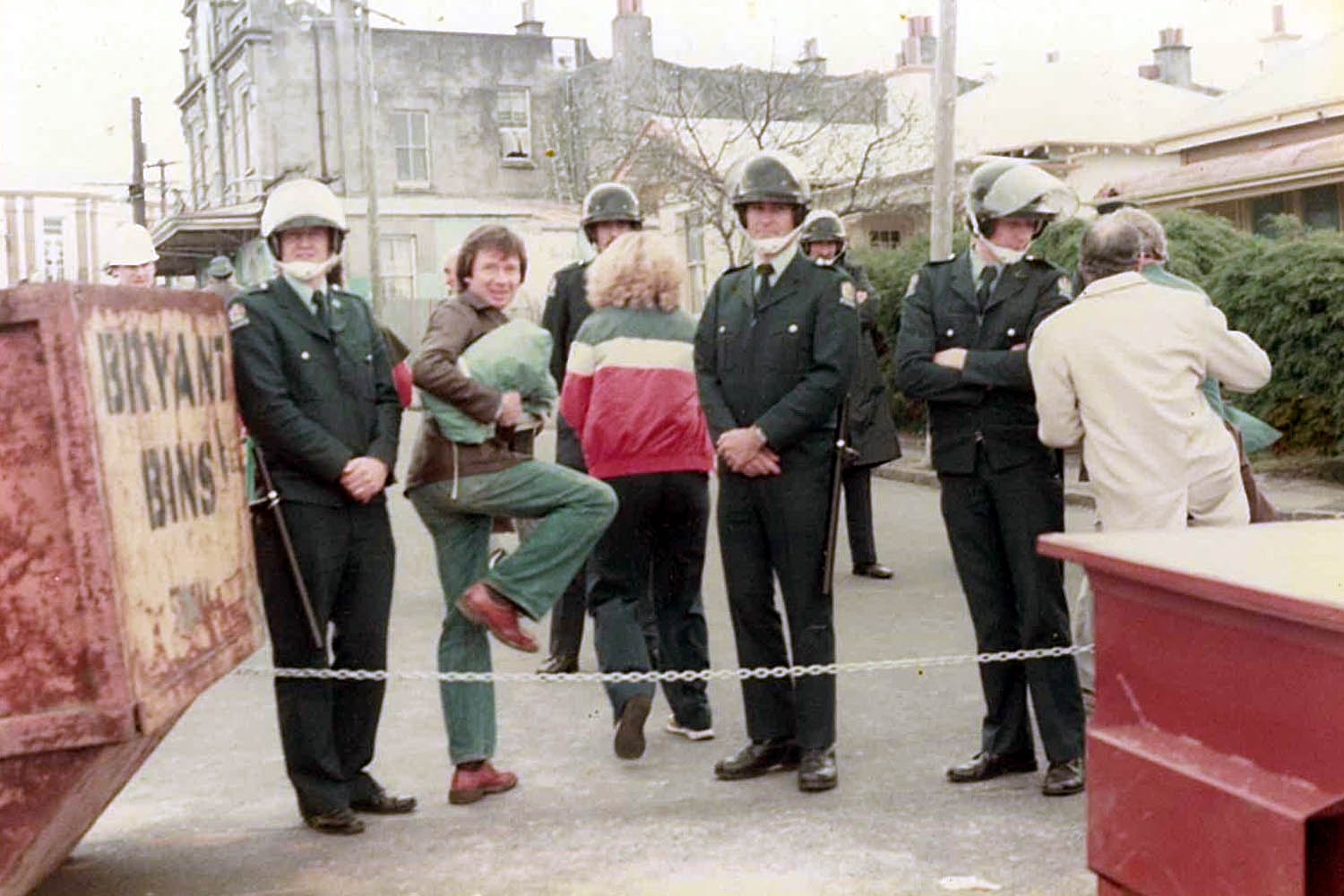
La polizia fuori da Eden Park prima di una partita della Nuova Zelanda durante il tour di Springbok del 1981

Nel 1976 il tour degli All Blacks in Sud Africa creò molte controversie e provocò il boicottaggio della XXI Olimpiade a Montréal da parte di 33 nazioni africane. Gli All Blacks persero nuovamente la serie di test match in terreno sudafricano (la loro prima avverrà nel 1996, dopo la fine dell'apartheid). Il tour del 1976 contribuì a fare ratificare l'accordo di Gleneagles da parte dei paesi del Commonwealth nel 1977, allo scopo di proibire la partecipazione a eventi sportivi con il Sud Africa.

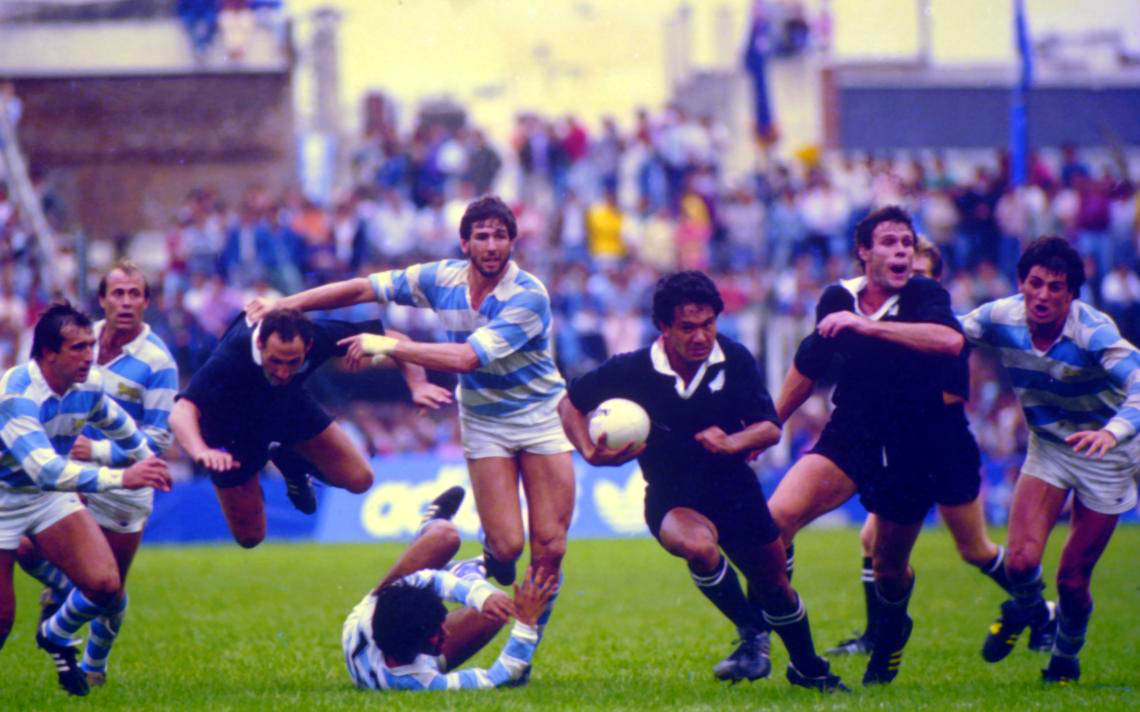
Gli All Blacks contro i Puma durante il loro tour in Argentina del 1985

Il tour del 1981 del Sud Africa in Nuova Zelanda causò enormi proteste contro la politica di apartheid sudafricana.
La federazione di rugby neozelandese (NZRFU) invitò gli Springboks a effettuare il tour in quanto il governo di Robert Muldoon rifiutò implicazioni politiche nell'ambito sportivo. Sebbene gli All Blacks disputarono e vinsero la serie di test, due gare contro squadre provinciali furono annullate e l'intero tour fu segnato dalla violenza e dalle proteste. Durante il tour la nazione fu vittima di tumulti, e lo stesso tour ebbe un significativo impatto sulla società neozelandese.
Il tour degli All Blacks del 1985 in Sud Africa venne annullato in seguito a un'azione legale che mise in luce contraddizioni in seno al regolamento della federazione di rugby neozelandese. Nel 1986, ebbe luogo in Sud Africa un tour non ufficiale e la squadra denominata The Cavaliers raccolse molti All Blacks di quel periodo. Tutti coloro che parteciparono al tour vennero sospesi dalla NZRFU al loro ritorno in Nuova Zelanda.

### Prime Coppe del Mondo

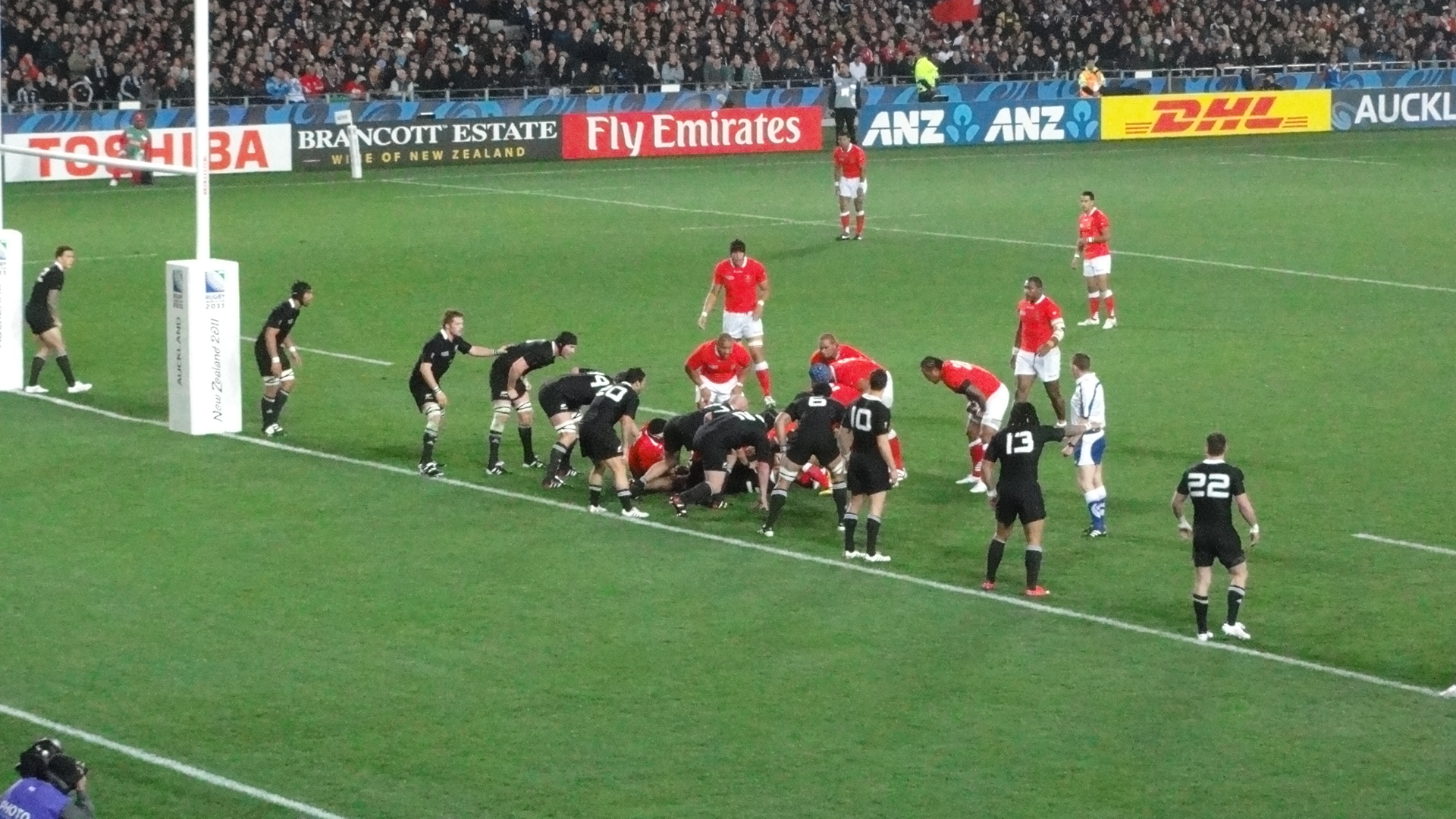
La Nuova Zelanda gioca a Tonga nella Coppa del Mondo di rugby 2011

La Coppa del Mondo inaugurale venne disputata nel 1987 e fu ospitata da Nuova Zelanda e Australia, col trionfo degli All Blacks che sconfissero la Francia 29-9 nella finale disputata all'Eden Park di Auckland. In totale la Nuova Zelanda subì solo 52 punti contro e realizzò 43 mete in sei incontri disputati, sconfiggendo Italia, Figi, Argentina, Scozia, Galles e Francia.
Gli All Blacks confermarono la loro supremazia nel 1988 sconfiggendo in trasferta i Wallabies (2 vittorie e un pareggio nella serie di test match), durante un tour in Australia dal quale uscirono imbattuti (12 vittorie e 1 pareggio). Grant Fox fu il migliore realizzatore neozelandese con 119 punti.
Il 1989 fu un anno ancora migliore per gli All Blacks che vinsero tutti i 19 incontri disputati, con vittorie anche contro Francia, Irlanda, Galles e Australia. In occasione del tour in Europa Grant Fox fu nuovamente il migliore realizzatore neozelandese.
Gli All Blacks si recarono in tournée in Francia nell'ottobre e novembre 1990 per prepararsi alla Coppa del Mondo 1991. Vinsero i loro due test match contro la Francia e altri sei incontri, ma persero sorprendentemente contro due selezioni regionali della Provenza-Costa Azzurra e della Costa Basca-Lande di Guascogna.
Nella Coppa del Mondo 1991, dopo avere sconfitto Inghilterra, Stati Uniti e Italia nella fase a gironi, gli All Blacks superarono i quarti di finale eliminando il Canada, ma si dovettero arrendere nella semifinale contro i futuri campioni dell'Australia perdendo 16-6 al Lansdowne Road. Alla fine del torneo ci furono molti ritiri incluso quello dell'allenatore Alex Wyllie, che collezionò l'86% di vittorie nell'arco di 29 test disputati. Con 44 punti Grant Fox fu il migliore realizzatore degli All Blacks, mentre John Timu e Terry Wright furono i migliori marcatori di mete (solo 3).
Nel 1992 Laurie Mains rimpiazzò Wyllie, col compito di preparare la squadra per la Coppa del Mondo 1995 in Sud Africa. L'Australia campione del mondo confermò la sua supremazia sulla Nuova Zelanda imponendosi 2-1 in una serie di test match, ma gli All Blacks batterono gli Springboks in Sud Africa. Il 1993 fu più favorevole per gli All Blacks che batterono i Lions 2-1 e si presero la rivincita sui Wallabies, ma dovettero piegarsi contro l'Inghilterra a Twickenham. In quel periodo la squadra neozelandese stava affrontando una fase di ricostruzione, in vista della Coppa del Mondo 1995, e andò incontro ad alcune difficoltà: nel 1994 gli All Blacks furono sconfitti in casa due volte dalla Francia, a Christchurch e Auckland, e persero l'unica partita giocata contro l'Australia nonostante potessero contare su due ali quali John Kirwan e Jonah Lomu.
Gli All Blacks erano nuovamente considerati favoriti per la vittoria finale della Coppa del Mondo 1995. La sensazione venne confermata quando un giovane Jonah Lomu segnò quattro mete contro l'Inghilterra nella vittoria ottenuta in semifinale per 45-29. Prima della finale i giocatori neozelandesi patirono una intossicazione alimentare (la causa è stata fortemente dibattuta) ma nonostante questo riuscirono a impegnare i padroni di casa del Sud Africa prima di cedere ai supplementari a causa di un drop di Joël Stransky. Con 84 punti Andrew Mehrtens fu il miglior realizzatore neozelandese, mentre Marc Ellis e Jonah Lomu furono i migliori marcatori di mete con 7 mete ciascuno.

### Era professionistica

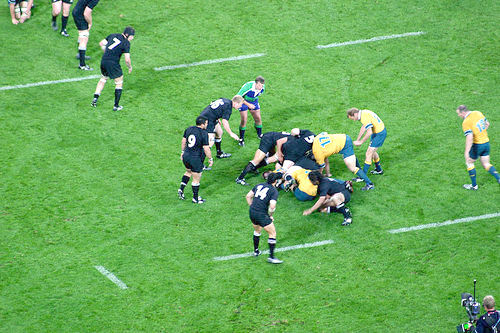
Incontro del Tri Nations tra All Blacks e Wallabies

L'era professionistica nel rugby iniziò nel 1995, segnata dalla nascita della confederazione SANZAR (che unisce le federazioni neozelandese, sudafricana e australiana) al fine di gestire la vendita dei diritti televisivi per due nuove competizioni, il Super 12 riservato a club e il Tri Nations riservato alle nazionali. Il primo Tri Nations fu disputato nel 1996 e fu vinto dagli All Blacks che si affermarono in tutti i loro quattro incontri disputati.
L'incontro del Tri Nations 1996 in Sud Africa tra All Blacks e Springboks fu anche il primo di una storica serie. Col nuovo allenatore John Hart e capitanati da Sean Fitzpatrick, gli All Blacks nello stesso anno vinsero per la prima volta una serie di test match in Sudafrica. Fitzpatrick considerò la vittoria in questa serie di incontri perfino di maggiore valore rispetto alla vittoria nella Coppa del Mondo 1987 in cui egli stesso partecipò.
Le successive due stagioni registrarono risultati alterni per gli All Blacks, che vinsero il Tri Nations 1997 prima di perderlo per la prima volta nel 1998. Gli All Blacks vinsero tutti i loro incontri disputati nella competizione del 1997. Di contro, nel 1998, gli All Blacks persero tutti i loro quattro incontri e quella rappresentò la prima volta in cui subirono quattro sconfitte consecutive sin dal 1949. L'anno seguente patirono la loro peggiore sconfitta di sempre, perdendo 28-7 contro l'Australia a Sydney.
Nella Coppa del Mondo 1999 gli All Blacks dominarono il loro girone, sconfiggendo anche l'Inghilterra 30-16 a Twickenham. Ai quarti di finale superarono la Scozia battendola 30-18 conquistando la semifinale contro la Francia a Twickenham. Durante il primo tempo della semifinale gli All Blacks conducevano 17-10, ma il famoso secondo tempo giocato dai francesi permise ai transalpini di imporsi col risultato finale 43-31. Successivamente Hart rassegnò le dimissioni da allenatore e fu rimpiazzato da Wayne Smith e Tony Gilbert.
Con Smith e Gilbert, gli All Blacks arrivarono secondi al Tri Nations 2000 e all'edizione 2001. Entrambi gli allenatori vennero rimpiazzati da John Mitchell il 3 ottobre 2001, il quale condusse gli All Blacks alla vittoria di entrambe le edizioni del Tri Nations dei due anni successivi, così come alla riconquista della Bledisloe Cup (detenuta dall'Australia fin dal 1998) nel 2003. Dopo avere vinto il Tri Nations 2003, i neozelandesi parteciparono come una delle squadre favorite alla Coppa del Mondo 2003 e dominarono il loro girone sconfiggendo Italia, Canada e Tonga prima di vincere uno degli incontri più impegnativi del torneo contro il Galles. Sconfissero quindi il Sudafrica, squadra che fino ad allora non avevano mai battuto nell'arco di una Coppa del Mondo, ai quarti di finale col punteggio 29-9, ma persero contro l'Australia 22-10 nella semifinale di Sydney. Successivamente Mitchell venne licenziato dalla NZRFU e rimpiazzato da Graham Henry.
Il nuovo corso di Henry iniziò con una doppia vittoria sull'Inghilterra, campioni del mondo in carica, nel 2004. I due incontri terminarono con un punteggio totale 72-15, con gli All Blacks che non permisero all'Inghilterra alcuna realizzazione di mete. Nonostante il debutto vittorioso di Henry, il Tri Nations vide risultati alterni con due vittorie e due sconfitte. La competizione fu la più equilibrata di sempre e alla fine risultarono decisivi i punti bonus e gli All Blacks finirono ultimi. La stagione 2004 si concluse però positivamente, con gli All Blacks vincenti in Europa, inclusa una larga vittoria contro la Francia 45-6.
Nel 2005, gli All Blacks si imposero 3-0 contro Lions durante una serie di test match dei britannici in Nuova Zelanda e vinsero il Tri Nations. Nelle premiazioni di fine anno dell'International Rugby Board, gli All Blacks furono nominati squadra dell'anno, Henry allenatore dell'anno e l'apertura Dan Carter giocatore dell'anno.
Nel 2006, vinsero nuovamente il Tri Nations sconfitti solamente nell'ultima partita contro il Sud Africa. Terminarono imbattuti il loro tour di fine anno, con vittorie in trasferta contro Francia, Inghilterra e Galles. Gli All Blacks sono stati nominati squadra dell'anno e il flanker Richie McCaw giocatore dell'anno dalla IRB.
La stagione 2007 iniziò con due vittorie contro la Francia, 42-11 all'Eden Park e 61-10 al Westpac Stadium. Un terzo incontro tra Canada e All Blacks terminò 64-13, risultando molto più combattuto rispetto a quanto potesse far pensare il risultato finale. Il Tri Nations 2007 fu vinto dai neozelandesi che subirono solamente una sconfitta ad opera dell'Australia, che non vinceva contro gli All Blacks dal 2004. La Coppa del Mondo 2007 aveva la Nuova Zelanda come favorita per la vittoria finale, ma dopo avere dominato il loro girone contro Italia, Portogallo, Scozia e Romania, realizzando in totale 46 mete in quattro gare (309 punti a favore e 35 contro), gli All Blacks vennero sorprendentemente sconfitti dalla Francia 20-18 nei quarti di finale a Cardiff.
La stagione 2008 iniziò con tre test di metà anno il primo dei quali al Westpac Stadium contro l'Irlanda. Gli altri due test furono disputati contro l'Inghilterra rispettivamente all'Eden Park e all'AMI Stadium di Christchurch. La Nuova Zelanda giocò il primo incontro del Tri Nations in casa contro il Sud Africa vincendo 19-8 ma una settimana dopo a Carisbrook fu sconfitta dal Sud Africa 28-30, ponendo fine a una striscia di 30 vittorie casalinghe, essendo avvenuta l'ultima sconfitta in Nuova Zelanda nel 2003 contro l'Inghilterra. Gli All Blacks collezionarono in totale 4 (2 le sconfitte, contro Sud Africa e Australia) e mantennero il Tri Nations e la Bledisloe Cup.
La stagione 2009 iniziò il 13 giugno con gli All Blacks impegnati contro la Francia a Carisbrook, gli All Blacks persero l'incontro 22-27 ma una settimana dopo sconfissero i francesi 14-10 al Westpac Stadium. La differenza punti costò però alla Nuova Zelanda il trofeo Dave Gallaher; questa fu la prima volta che i neozelandesi persero il trofeo durante i nove anni in cui All Blacks e Francia se lo contesero. Una settimana dopo gli All Blacks sconfissero l'Italia all'AMI Stadium 27-6. La Nuova Zelanda finì seconda al Tri Nations, con un Sud Africa in grande spolvero che perse un solo incontro. I neozelandesi conclusero una serie di prestazioni piuttosto mediocri con una risonante vittoria 33-6 contro l'Australia a Wellington. Chiusero la stagione con un tour in Europa dove sconfissero Galles, Italia, Inghilterra e Francia e furono sconfitti dai Barbarians.

### All Blacks per due volte consecutive Campioni del Mondo
La vittoria 66-28 contro l'Irlanda e le due vittorie contro il Galles segnarono l'inizio di un 2010 ricco di successi, con la conquista del Tri Nations a punteggio pieno dopo avere vinto tutti e sei gli incontri in programma. Il 30 ottobre gli All Blacks vennero sconfitti 26-24 dall'Australia a Hong Kong, successivamente i neozelandesi si recarono in tour in Gran Bretagna riuscendo a sconfiggere tutte e quattro le nazionali britanniche.
Il 2011 fu l'anno della Coppa del Mondo ospitata in Nuova Zelanda, con l'enorme pressione dell'opinione pubblica neozelandese affinché gli All Blacks si impegnassero a conquistare finalmente il loro secondo titolo mondiale dopo quello vinto nella prima edizione del 1987. Dopo la vittoria dei Wallabies al Tri Nations, la Nuova Zelanda raggiunse il tanto agognato trionfo nella competizione mondiale iridata sconfiggendo in finale la Francia 8-7, vincendo nel complesso tutte e sette le partite disputate nel torneo. Al termine della vittoriosa Coppa del Mondo il selezionatore Graham Henry si dimise e venne rimpiazzato dal suo assistente Steve Hansen.
Gli All Blacks freschi campioni del mondo nel 2012 conquistarono anche la prima edizione del Rugby Championship, ovvero la nuova competizione internazionale dell'emisfero australe nata dall'allargamento del Tri Nations con la partecipazione dell'Argentina. I neozelandesi vinsero tutte e sei le partite del torneo e a fine anno si recarono in tour in Europa, dove dopo le nette vittorie contro Scozia, Italia e Galles subirono una sconfitta 38-21 contro l'Inghilterra.
La formazione, stabilmente al vertice del ranking IRB, tornò a perdere un test match a circa due anni di distanza: nell'ultima gara del Rugby Championship 2014 (vinto con un turno d'anticipo) venne sconfitta dal Sudafrica a Johannesburg 27-25. Si trattò della prima sconfitta nella competizione dal 2012 (quando sostituì il Tri Nations); nella stessa edizione gli All Blacks colsero contro l'Australia il loro primo pareggio nel nuovo formato del torneo (fino ad allora avevano vinto tutti gli incontri disputati). La vittoria degli Springboks (che mancava dal 2011) chiuse una striscia di 22 risultati utili consecutivi.
Finendo al secondo posto dietro l'Australia durante il Rugby Championship 2015, la Nuova Zelanda interruppe la serie consecutiva di trofei vinti dopo i trionfi nelle prime tre edizioni. Giocando contro i Wallabies il 15 agosto 2015, nella seconda partita della serie valevole per la Bledisloe Cup, il capitano Richie McCaw registrò la sua 142ª presenza a livello internazionale battendo il precedente record assoluto di presenze detenuto dall'irlandese Brian O'Driscoll. Alla Coppa del Mondo di rugby 2015 gli All Blacks, dopo avere avuto la meglio della Francia sconfitta 62-13 ai quarti di finale, in semifinale sconfissero il Sudafrica 20-18 giungendo in finale insieme all'Australia. Sconfiggendo i Wallabies 34-17, la Nuova Zelanda divenne la prima squadra a vincere per due volte consecutive la Coppa del Mondo.
Il 5 novembre 2016, con la sconfitta 40-29 subita a Chicago contro l'Irlanda, gli All Blacks videro interrompere la loro serie di 18 partite consecutive vinte, cedendo per la prima volta dopo 111 anni contro gli irlandesi.

## Maglia

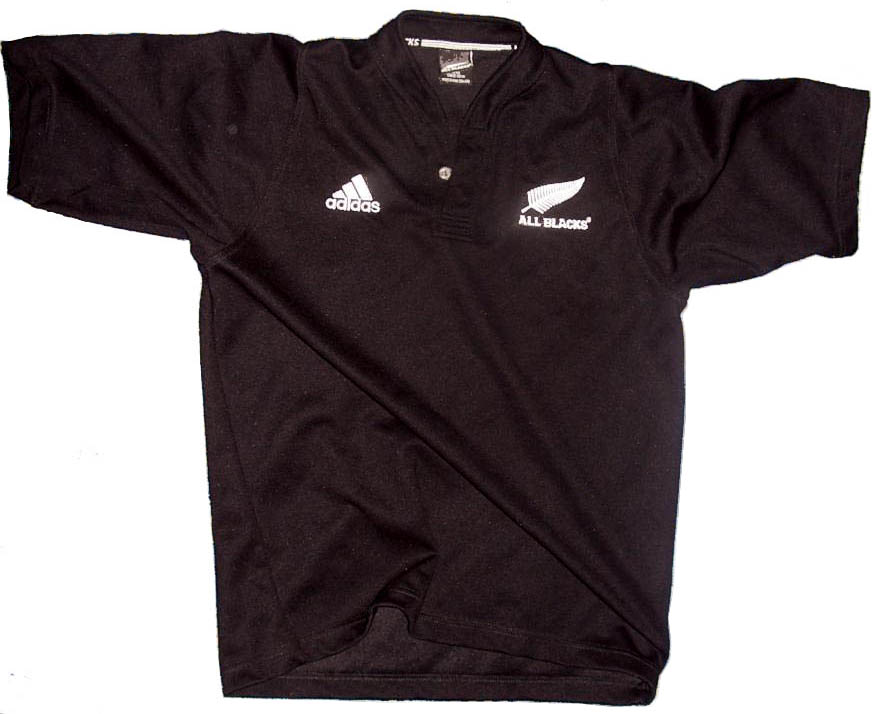
La maglia degli All Blacks nel 1999

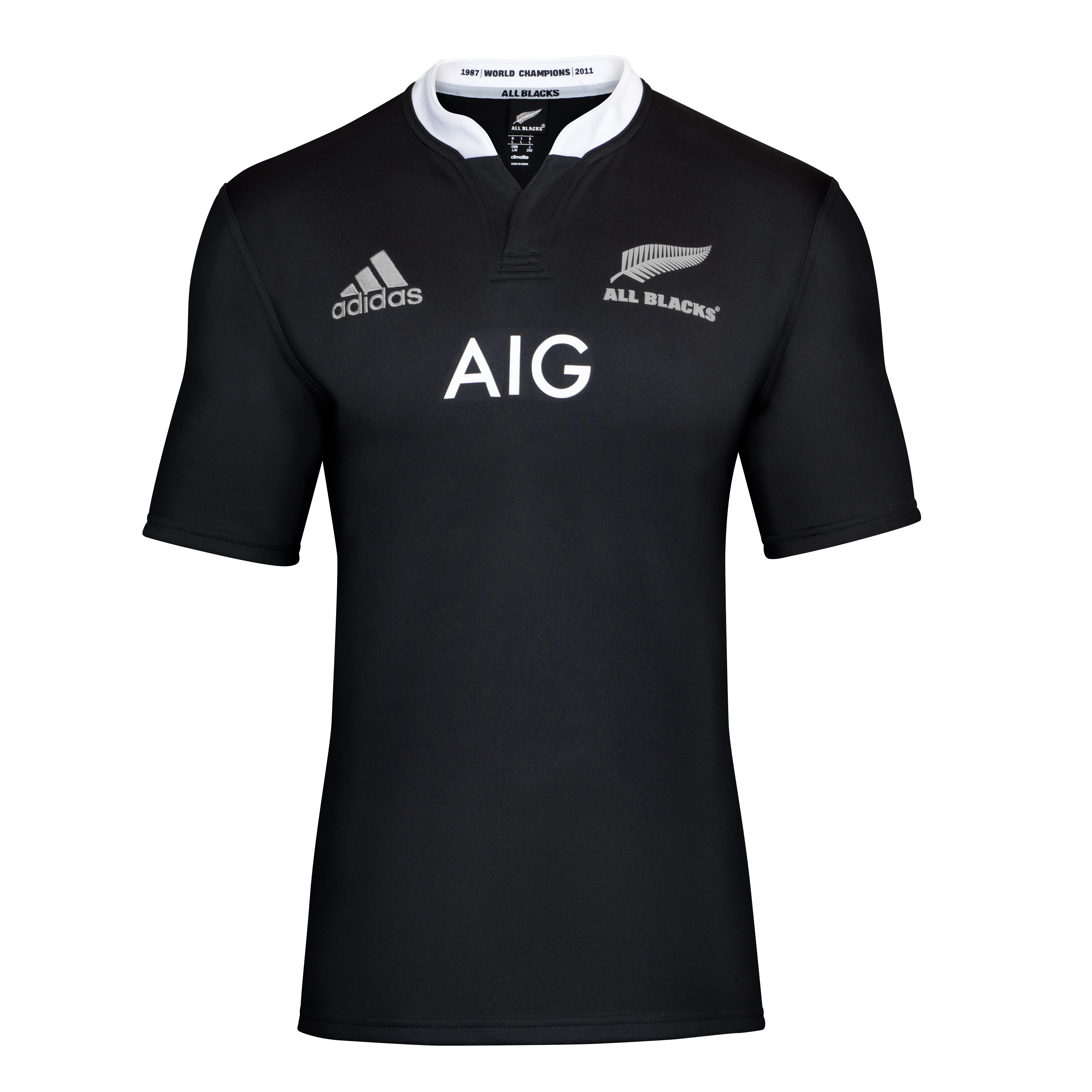
La maglia del 2012, sponsorizzata da AIG

La maglia attuale degli All Blacks è interamente nera, fatta eccezione per il colletto bianco, con il logo Adidas, la felce argentata della NZRFU sul petto e (quando previsto) lo sponsor AIG. Il tour della Nuova Zelanda nel 1884 in Australia fu il primo tour all'estero dei neozelandesi, e il loro abbigliamento di gioco era differente da quello odierno. In quei tempi, la squadra indossava una maglia blu scuro, con la felce argentata posta a sinistra. Nel 1893 la NZRFU stabilì che l'uniforme di gioco dovesse comporsi di una maglia nera con una felce argentata e di calzoni bianchi. Tuttavia le fotografie storiche suggeriscono come i pantaloncini bianchi possano essere stati utilizzati invece solamente durante i primi anni. Talvolta tra il 1897 e il 1901 ci fu qualche cambiamento; nel 1901 la squadra affrontò il Nuovo Galles del Sud con una maglia e pantaloncini neri, senza bavero, e con la felce argentata raffigurata sul petto.
Prima del contratto con Adidas nel Mondiale di Rugby del 1999, gli All Blacks giocarono indossando le divise fatte dalla ditta locale Canterbury of New Zealand, che erano nere con il colletto stile polo bianco.
La maglia degli All Blacks è oggi considerata la maglia di rugby più famosa. Recentemente (2006) è divenuto tradizionale per gli All Blacks indossare una maglia con ricamato sulla manica un papavero durante gli incontri disputati in Francia nell'ambito per l'assegnazione del trofeo Dave Gallaher (Dave Gallaher era l'ex capitano neozelandese 1905-06, morto in Belgio nel corso della prima guerra mondiale). Il papavero è in onore ai soldati neozelandesi morti in Europa durante le due guerre mondiali. Il capitano Richie McCaw affermò "Vogliamo onorare il servizio oltreoceano dei neozelandesi. È una parte importante della nostra storia come nazione e come squadra".
Attualmente l'Adidas paga alla NZRFU 200 milioni di dollari per 9 anni, aspettandosi che gli All Blacks vincano circa il 75% dei loro incontri. Anche la Nike cercò di proporsi come sponsor nel 1996, ma optarono poi per Tiger Woods.
La seconda maglia è tradizionalmente bianca con pantaloncini neri, attualmente presenta anche un colletto nero. Tuttavia, la maglia di riserva precedente all'attuale, era di colore grigio-argento, con calzoncini neri.

## Simbolo e tradizione

### La felce argentata
Il simbolo della nazionale neozelandese è una foglia di felce argentata (Cyathea dealbata), Ponga in lingua Maori, su uno sfondo nero. La Cyathea dealbata è una felce di medie dimensioni endemica della Nuova Zelanda. È considerata come un simbolo della Nuova Zelanda, tanto che è talvolta utilizzata come bandiera non ufficiale della nazione.
La felce argentata venne utilizzata la prima volta nelle mostrine militari neozelandesi durante la seconda guerra boera (1899-1902) ed è raffigurata anche sul retro delle medaglie consegnate ai soldati che combatterono in tale guerra.

### Haka
Ka mate? Ka mate? Ka Ora! K
Nana nei i tiki mai
Whakawhiti te ra
A upa...ne! A upa...ne!
A upane kaupane whiti te ra!
Hi!!!»
(Ka Mate)

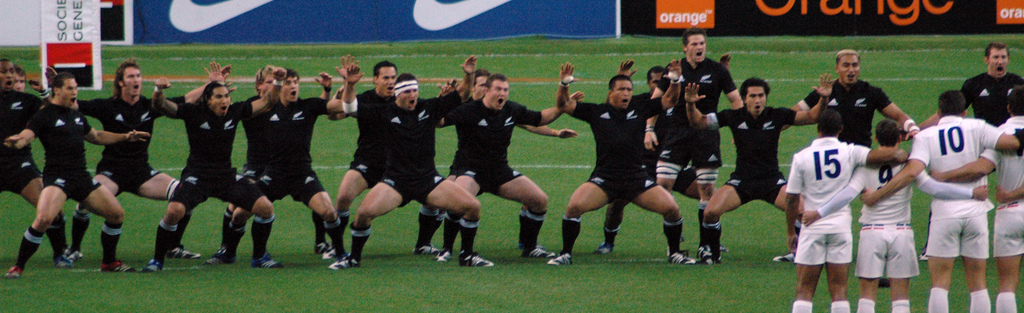
Gli All Blacks nella loro tipica danza la Haka

Gli All Blacks eseguono una haka (danza tipica dei Maori) prima di ogni incontro internazionale. La haka è stata strettamente associata al rugby neozelandese sin dal tour in Nuovo Galles del Sud nel 1884. La squadra della Nuova Zelanda che si recò in tour in Gran Bretagna nel 1888-1989 eseguì la Ake Ake Ki Kaha e la squadra del 1903 recatasi in Australia usò una haka di scherno, Tena Koe, Kangaru!. Nel 1905 gli All Blacks diedero inizio alla tradizione di usare la Ka Mate e dal 1914 ciò fu fermamente stabilito come facente parte del rugby della Nuova Zelanda. Nel 1924 gli All Blacks usarono una haka appositamente composta Kia Whaka-ngawari, ma successivamente tornarono a eseguire la Ka Mate.
Nell'agosto 2005, prima dell'incontro del Tri Nations tra Nuova Zelanda e Sud Africa a Dunedin, gli All Blacks eseguirono una nuova haka Kapa o Pango, appositamente composta da Derek Lardelli e "...designata a riflettere l'aspetto multiculturale della Nuova Zelanda contemporanea - in particolare l'influenza delle culture polinesiane". La Kapa o Pango venne eseguita in occasioni speciali e non fu concepita per rimpiazzare la Ka Mate. La Kapa o Pango si conclude con un gesto che è stato interpretato come "taglio della gola" e fu un motivo di controversia con l'accusa che la danza incitasse alla violenza, e mandasse un messaggio sbagliato ai tifosi degli All Blacks. Tuttavia, secondo Derek Lardelli, il gesto rappresenta "il disegno dell'energia vitale nel cuore e nei polmoni".
Nel novembre 2006, al Millennium Stadium di Cardiff, gli All Blacks eseguirono la haka nello spogliatoio prima dell'incontro - piuttosto che sul campo immediatamente prima del calcio d'inizio - dopo un disaccordo con la federazione gallese di rugby, che voleva che la haka fosse utilizzata fra gli inni con l'inno gallese in sua risposta.

## Statistiche
La nazionale neozelandese è considerata la squadra di rugby più forte del mondo.

### The Rugby Championship
Gli All Blacks partecipavano ogni anno al Tri Nations giocando contro le nazionali di Australia e Sud Africa. Dal 2012, dopo l'aggiunta dell'Argentina, il torneo è stato rinominato The Rugby Championship. Con i dieci Tri Nations conquistati, l'ultimo dei quali nel 2010, la Nuova Zelanda è la nazionale che vanta più successi in questa competizione. Gli All Blacks hanno inoltre conquistato le prime tre edizioni del nuovo Rugby Championship, serie positiva interrotta dall'Australia nel 2015. Nell'ambito di questo stesso torneo i neozelandesi contendono anche la Bledisloe Cup contro l'Australia e la Freedom Cup contro il Sudafrica.
| Tri Nations (1996—2011) | Tri Nations (1996—2011) | Tri Nations (1996—2011) | Tri Nations (1996—2011) | Tri Nations (1996—2011) | Tri Nations (1996—2011) | Tri Nations (1996—2011) | Tri Nations (1996—2011) | Tri Nations (1996—2011) | Tri Nations (1996—2011) | Tri Nations (1996—2011) |
| Nazione                 | Partite                 | Partite                 | Partite                 | Partite                 | Punti                   | Punti                   | Punti                   | Bonus punti             | Punti in classifica     | Tornei vinti            |
| Nazione                 | giocate                 | vinte                   | pareggiate              | perse                   | a favore                | contro                  | differenza              | Bonus punti             | Punti in classifica     | Tornei vinti            |
| ----------------------- | ----------------------- | ----------------------- | ----------------------- | ----------------------- | ----------------------- | ----------------------- | ----------------------- | ----------------------- | ----------------------- | ----------------------- |
| Nuova Zelanda           | 72                      | 50                      | 0                       | 22                      | 1936                    | 1395                    | +541                    | 32                      | 232                     | 10                      |
| Australia               | 72                      | 29                      | 1                       | 42                      | 1531                    | 1721                    | -190                    | 34                      | 152                     | 3                       |
| Sudafrica               | 72                      | 28                      | 1                       | 43                      | 1480                    | 1831                    | -351                    | 24                      | 138                     | 3                       |

| The Rugby Championship (2012—) | The Rugby Championship (2012—) | The Rugby Championship (2012—) | The Rugby Championship (2012—) | The Rugby Championship (2012—) | The Rugby Championship (2012—) | The Rugby Championship (2012—) | The Rugby Championship (2012—) | The Rugby Championship (2012—) | The Rugby Championship (2012—) | The Rugby Championship (2012—) |
| Nazione                        | Partite                        | Partite                        | Partite                        | Partite                        | Punti                          | Punti                          | Punti                          | Bonus punti                    | Punti in classifica            | Tornei vinti                   |
| Nazione                        | giocate                        | vinte                          | pareggiate                     | perse                          | a favore                       | contro                         | differenza                     | Bonus punti                    | Punti in classifica            | Tornei vinti                   |
| ------------------------------ | ------------------------------ | ------------------------------ | ------------------------------ | ------------------------------ | ------------------------------ | ------------------------------ | ------------------------------ | ------------------------------ | ------------------------------ | ------------------------------ |
| Nuova Zelanda                  | 27                             | 24                             | 1                              | 2                              | 890                            | 421                            | +469                           | 17                             | 115                            | 4                              |
| Australia                      | 27                             | 13                             | 1                              | 13                             | 553                            | 662                            | -109                           | 4                              | 58                             | 1                              |
| Sudafrica                      | 27                             | 12                             | 1                              | 14                             | 639                            | 604                            | +35                            | 12                             | 62                             | 0                              |
| Argentina                      | 27                             | 3                              | 1                              | 23                             | 466                            | 861                            | -395                           | 9                              | 23                             | 0                              |

Fonte: espnscrum.com Aggiornato 19 novembre 2016

### Coppa del Mondo

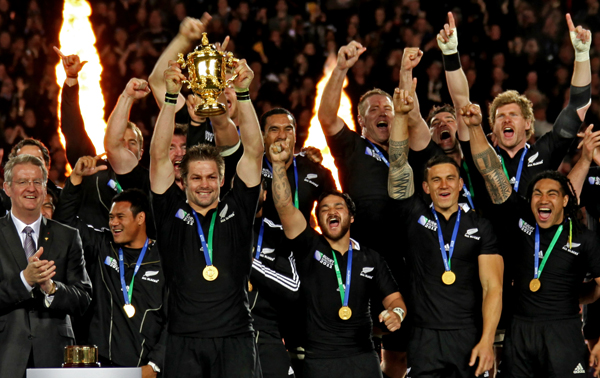
I giocatori della Nuova Zelanda festeggiano la conquista della coppa

Gli All Blacks hanno vinto la Coppa del Mondo tre volte. La prima fu nella competizione inaugurale svoltasi in Nuova Zelanda e Australia nel 1987. Nel 1991, persero la semifinale contro l'Australia e poi si imposero nella finale per il terzo posto. Nel 1995, raggiunsero la finale ma vennero sconfitti dai padroni di casa del Sudafrica. Terminarono al quarto posto nell'edizione del 1999, dopo essere stati sconfitti in semifinale e nella finale per il terzo posto. Nel 2003 gli All Blacks vennero eliminati in semifinale dai padroni di casa dell'Australia, prima di finire terzi.
La Coppa del Mondo 2007 registrò la loro peggiore prestazione essendo stati eliminati nei quarti di finale dalla nazione ospitante della Francia; in precedenza la Nuova Zelanda era stata l'unica squadra a raggiungere le semifinali in ogni edizione. Nel 2011, dopo 24 anni, gli All Blacks vinsero il loro secondo titolo mondiale sconfiggendo di misura 8-7 la Francia al termine di un incontro combattuto. Questa vittoriosa edizione fu ospitata dalla Nuova Zelanda, con la conseguente forte aspettativa di successo nutrita dall'opinione pubblica nei confronti della nazionale padrona di casa. I neozelandesi si riconfermarono campioni quattro anni dopo, sconfiggendo in finale l'Australia, diventando la prima squadra a vincere per due volte consecutive il titolo mondiale.
Gli All Blacks detengono diversi record legati alla Coppa del Mondo: più punti realizzati in un unico incontro (145 contro il Giappone nel 1995), più punti realizzati in totale (2302), più mete realizzate in totale (311), e maggior numero di trasformazioni (226). Anche diversi singoli giocatori detengono dei record nella Coppa del Mondo: Jonah Lomu per il maggior numero di mete realizzate (15 in due edizioni), Marc Ellis per il maggior numero di mete realizzate in un incontro (6 contro il Giappone nel 1995), Grant Fox per il maggior numero di punti realizzati in un singolo torneo (126 nel 1987), Simon Culhane per il maggior numero di punti e trasformazioni in un incontro (45 punti e 20 trasformazioni contro il Giappone nel 1995).
Statistiche totali nella Coppa del Mondo:
| Nazioni     | Giocate | Vinte | Pareggiate | Perse | A favore | Contro | +/-   | Percentuale di vittorie |
| ----------- | ------- | ----- | ---------- | ----- | -------- | ------ | ----- | ----------------------- |
| Argentina   | 3       | 3     | -          | -     | 105      | 41     | +64   | 100                     |
| Australia   | 4       | 2     | -          | 2     | 70       | 61     | +9    | 50                      |
| Canada      | 3       | 3     | -          | -     | 176      | 34     | +142  | 100                     |
| Figi        | 1       | 1     | -          | -     | 74       | 13     | +61   | 100                     |
| Francia     | 7       | 5     | -          | 2     | 225      | 122    | +103  | 71                      |
| Galles      | 3       | 3     | -          | -     | 136      | 52     | +84   | 100                     |
| Georgia     | 1       | 1     | -          | -     | 43       | 10     | +33   | 100                     |
| Giappone    | 2       | 2     | -          | -     | 228      | 24     | +204  | 100                     |
| Inghilterra | 3       | 3     | -          | -     | 93       | 57     | +36   | 100                     |
| Irlanda     | 1       | 1     | -          | -     | 43       | 19     | +24   | 100                     |
| Italia      | 6       | 5     | -*         | -     | 348      | 51     | +297  | 98                      |
| Namibia     | 1       | 1     | -          | -     | 58       | 14     | +44   | 100                     |
| Portogallo  | 1       | 1     | -          | -     | 108      | 13     | +95   | 100                     |
| Romania     | 1       | 1     | -          | -     | 85       | 8      | +77   | 100                     |
| Scozia      | 5       | 5     | -          | -     | 161      | 57     | +104  | 100                     |
| Stati Uniti | 1       | 1     | -          | -     | 46       | 6      | +40   | 100                     |
| Sudafrica   | 4       | 2     | -          | 2     | 79       | 64     | +15   | 50                      |
| Tonga       | 4       | 4     | -          | -     | 224      | 35     | +189  | 100                     |
| Totale      | 50      | 44    | -          | 6     | 2302     | 675    | +1627 | 88                      |

- pareggio 0-0 a causa del tifone

### Totale
Gli All Blacks vantano un bilancio positivo contro ogni nazione che hanno affrontato e, ad eccezione del Sud Africa, hanno un margine di vittorie superiore al 65% per ogni avversaria. Hanno vinto 418 dei 543 incontri disputati, con una percentuale di vittorie del 77% (vedi tabella). Con questi risultati, gli All Blacks rappresentano la squadra internazionale più vincente nella storia del rugby a 15.
Quando venne introdotto il ranking mondiale dalla IRB nell'ottobre 2003, gli All Blacks erano secondi. Nel novembre 2003 furono secondi e per poco tempo primi, quindi terzi prima di risalire al secondo posto nel dicembre di quell'anno. Tra giugno 2004 e ottobre 2007 gli All Blacks sono stati stabilmente numeri uno al mondo. Secondi da novembre 2007 ad agosto 2008, sono tornati da allora al primo posto, fatta eccezione per una parentesi di 5 mesi tra luglio e novembre 2009, in cui furono secondi.
Gli All Blacks sono ben noti e temuti dagli avversari per le potenziali pesanti vittorie di cui sono capaci, tanto che molte nazionali hanno subito la loro peggiore sconfitta proprio in incontri con la Nuova Zelanda. Tra le principali selezioni, Francia, Irlanda, Argentina, Figi, Tonga, Samoa e Giappone hanno questo record negativo nei confronti degli All Blacks.
Tabella relativa ai test match disputati (in ordine di incontri totali) aggiornata al 25 novembre 2017:
| Nazione           | Giocate | Vinte | Perse | Pareggiate | A favore | Contro | +/-   | % Vittorie |
| ----------------- | ------- | ----- | ----- | ---------- | -------- | ------ | ----- | ---------- |
| Argentina         | 27      | 25    | 1     | 1          | 1049     | 365    | +684  | 96,15%     |
| Australia         | 161     | 111   | 43    | 7          | 3375     | 2273   | +1102 | 68,94%     |
| British Lions     | 41      | 30    | 7     | 4          | 700      | 399    | +301  | 73,17%     |
| Canada            | 5       | 5     | 0     | 0          | 313      | 54     | +259  | 100%       |
| Figi              | 5       | 5     | 0     | 0          | 364      | 50     | +314  | 100%       |
| Francia           | 58      | 45    | 12    | 1          | 1469     | 763    | +706  | 77,58%     |
| Galles            | 34      | 31    | 3     | 0          | 1070     | 374    | +696  | 91,18%     |
| Georgia           | 1       | 1     | 0     | 0          | 43       | 10     | +33   | 100%       |
| Giappone          | 3       | 3     | 0     | 0          | 282      | 30     | +252  | 100%       |
| Inghilterra       | 40      | 32    | 7     | 1          | 969      | 560    | +409  | 80%        |
| Irlanda           | 30      | 28    | 1     | 1          | 862      | 359    | +503  | 93,33%     |
| Italia            | 14      | 13    | 0     | 1          | 754      | 128    | +626  | 100%       |
| Namibia           | 1       | 1     | 0     | 0          | 58       | 14     | +44   | 100%       |
| Pacific Islanders | 1       | 1     | 0     | 0          | 41       | 26     | +15   | 100%       |
| Portogallo        | 1       | 1     | 0     | 0          | 108      | 13     | +95   | 100%       |
| Romania           | 2       | 2     | 0     | 0          | 99       | 14     | +85   | 100%       |
| Samoa             | 7       | 7     | 0     | 0          | 411      | 72     | +339  | 100%       |
| Scozia            | 31      | 29    | 0     | 2          | 922      | 349    | +573  | 93,55%     |
| Stati Uniti       | 3       | 3     | 0     | 0          | 171      | 15     | +156  | 100%       |
| Sudafrica         | 95      | 57    | 35    | 3          | 1945     | 1482   | +463  | 60%        |
| Tonga             | 5       | 5     | 0     | 0          | 326      | 35     | +291  | 100%       |
| World XV          | 3       | 2     | 1     | 0          | 94       | 69     | +25   | 66,67%     |
| Totale            | 571     | 440   | 110   | 21         | 15425    | 7454   | +8033 | 77,21%     |

## Palmarès
- Coppe del mondo: 3
1987, 2011, 2015
- Rugby Championship: 20
Tri Nations: 1996, 1997, 1999, 2002, 2003, 2005, 2006, 2007, 2008, 2010, 2020
The Rugby Championship: 2012, 2013, 2014, 2016, 2017, 2018, 2021, 2022, 2023
- Bledisloe Cup: 51
1932, 1936, 1938, 1946, 1947, 1951, 1952, 1955, 1957, 1958, 1962, 1964, 1967, 1968, 1972, 1974, 1978, 1982, 1983, 1984, 1985, 1987, 1988, 1989, 1990, 1991, 1993, 1995, 1996, 1997, 2003, 2004, 2005, 2006, 2007, 2008, 2009, 2010, 2011, 2012, 2013, 2014, 2015, 2016, 2017, 2018, 2019, 2020, 2021, 2022, 2023

## Giocatori

### Giocatori celebri

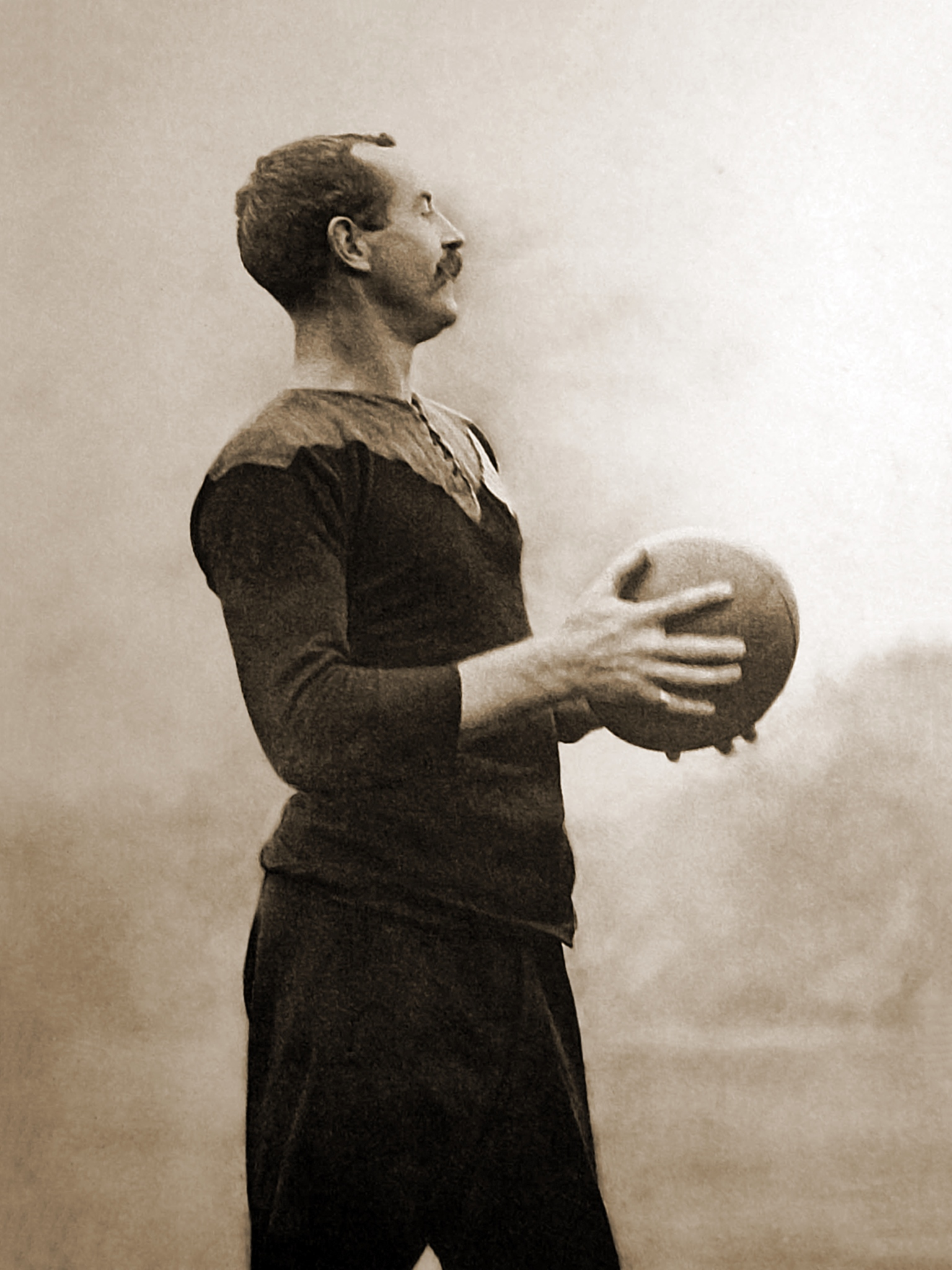
Dave Gallaher, storico capitano degli Originals del 1905

In totale, 14 All Blacks sono stati inseriti nella Hall of Fame. Questi sono, in ordine di ammissione, George Nepia, Colin Meads, Brian Lochore, Wilson Whineray, Don Clarke, Sean Fitzpatrick, Michael Jones, Ian Kirkpatrick, John Kirwan, Fred Allen, Grant Fox, Dave Gallaher, Jonah Lomu e Graham Mourie.
Dave Gallaher debuttò negli All Blacks nel 1903 e fu anche capitano degli Originals del 1905. Insieme con Billy Stead, Gallaher fu il coautore del famoso libro di rugby The Complete Rugby Footballer. All'età di soli 19 anni, George Nepia disputò tutti i 30 incontri del tour degli Invincibili del 1924–25. Nepia collezionò 37 presenze negli All Blacks; l'ultima sua gara giocata fu contro le Isole Britanniche nel 1930.
Fred Allen fu il capitano in tutti i suoi 21 incontri, inclusi sei test match, tra il 1946 e il 1949. Successivamente divenne allenatore degli All Blacks tra il 1966 e il 1968. Con Allen allenatore gli All Blacks vinsero tutti i loro 14 test match disputati.
Cinque indotti nella Hall of Fame, incluso il primo neozelandese entrato a far parte della IRB Hall of Fame, giocarono durante gli anni 1960. Don Clarke fu un All Black tra il 1956 e il 1964, e durante questo periodo fu il maggiore realizzatore di punti per la Nuova Zelanda in quell'epoca. Famose le cinque punizioni segnate da Clarke in un incontro - all'epoca un record - che consentirono la vittoria agli All Blacks per 18-17 contro le Isole Britanniche. Sir Wilson Whineray giocò 32 test match, 30 da capitano. Ricoprì il ruolo di pilone e numero 8 tra il 1957 e il 1965. Gli All Blacks persero solamente quattro dei loro 30 test con Whineray come capitano. Il 21 ottobre 2007, Whineray divenne il primo neozelandese ad essere stato indotto nella IRB Hall of Fame. Colin Meads, soprannominato Albero di pino, giocò 133 partite con gli All Blacks, inclusi 55 test match. Nel 1999 il New Zealand Rugby Monthly nominò Meads giocatore neozelandese dell'anno. Ian Kirkpatrick disputò 39 test, inclusi 9 da capitano, tra il 1967 e il 1977. Realizzò in totale 16 mete, un record a quei tempi.
Il solo All Black Hall of Famer a debuttare negli anni 1970 fu il flanker Graham Mourie. Fu capitano in 19 di suoi 21 test disputati e in 57 dei 61 incontri disputati in totale tra il 1976 e il 1982. È divenuto celebre per essere stato il capitano degli All Blacks che nel 1978 fecero il Grande Slam sulle britanniche.

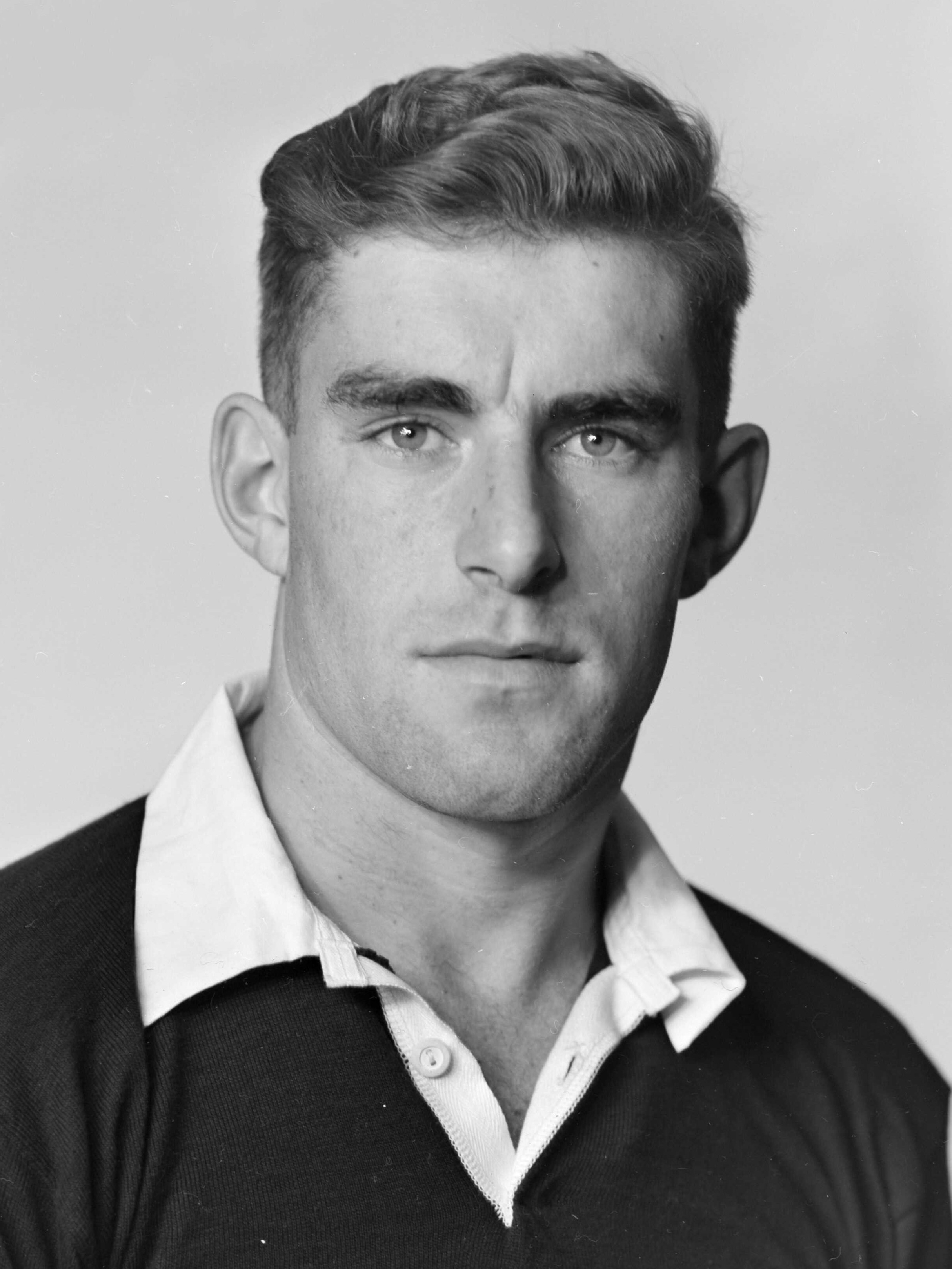
Colin Meads, il giocatore del secolo in Nuova Zelanda.

I campioni del mondo del 1987 erano allenati da Sir Brian Lochore, che giocò per gli All Blacks 25 test tra il 1964 e il 1971, inclusi 17 come capitano. Lochore fu nominato cavaliere nel 1999 per il suo servizio reso al rugby. Quattro giocatori della Coppa del Mondo 1987 allenati da Lochore sono stati inseriti nella Hall of Fame. John Kirwan disputò in totale 63 test tra il 1984 e il 1994, segnando 35 mete, un record per gli All Blacks a quel tempo. Nella partita d'apertura della Coppa del Mondo 1987 contro l'Italia, Kirwan percorse 90 metri prima di realizzare una meta. Grant Fox, All Black tra il 1984 e il 1993, fu uno dei maggiori realizzatori di punti della Nuova Zelanda con 1067 punti, inclusi 645 punti in test match. Fox disputò 46 test, inclusa la finale della Coppa del Mondo 1987 contro la Francia.
Noto come L'uomo di ghiaccio, Michael Jones fu uno dei migliori flanker di tutti i tempi. Nato a Auckland, Jones debuttò in ambito internazionale dapprima con Samoa, quindi per gli All Blacks, giocando 55 test tra il 1987 e il 1998. A causa della sua fede cristiana Jones non giocò mai a rugby la domenica, ciò lo portò a saltare la semifinale della Coppa del Mondo 1991 contro l'Australia, e anche a non essere convocato nella squadra per l'edizione 1995.
Con 92 presenze, Sean Fitzpatrick è il giocatore che ha collezionato più caps negli All Blacks. Fitzpatrick disputò la Coppa del Mondo 1987 dopo un infortunio accorso a Andy Dalton e fu nominato capitano degli All Blacks nel 1992, continuando a mantenere questo ruolo fino al suo ritiro nel 1997. Giocò un totale di 346 incontri, inclusi 92 test.
Jonah Lomu è generalmente considerato come la prima vera superstar mondiale del rugby a 15. Fu il più giovane giocatore degli All Blacks, debuttando all'età di 19 anni e 45 giorni nel 1994. Lomu era un'ala con doti fisiche straordinarie; pur essendo alto 1,96 m e pesante 119 kg, caratteristiche che lo resero sia il più alto che il più pesante arretrato che abbia mai giocato per gli All Blacks, era in grado di percorrere 100 m in meno di 11 secondi. Si impose sulla scena internazionale durante la Coppa del Mondo 1995, realizzando sette mete nella competizione. Quattro mete le realizzò nella semifinale degli All Blacks vinta contro l'Inghilterra, inclusa una meta memorabile segnata travolgendo Mike Catt lungo il suo percorso verso la linea di meta. Nella Coppa del Mondo 1999 migliorò il suo record segnando 8 mete in totale. Da rimarcare come Lomu riuscì a giocare ad alti livelli nonostante una seria patologia renale che lo portò al ritiro nel 2002, a un trapianto renale effettuato nel 2004 e alla morte nel 2015, a soli 40 anni. Nonostante la sua carriera fosse ostacolata da questioni di salute, realizzò 37 mete in 63 test.
Richie McCaw è il giocatore che ha collezionato in assoluto il maggior numero di presenze internazionali, disputando 148 test match. Guidò da capitano gli All Blacks conquistando due Coppe del Mondo consecutive nel 2011 e nel 2015.
Segue una lista dei giocatori più celebri del passato (tra parentesi gli anni in cui hanno giocato in nazionale).
- Fred Allen, (1946-1949)
- Graeme Bachop, (1987-1995)
- Mike Brewer, (1986-1995)
- Robin Brooke, (1992-1999)
- Zinzan Brooke, (1987-1997)
- Olo Brown, (1992-1998)
- Frank Bunce, (1992-1997)
- Daniel Carter, (2003-2015)
- Don Clarke, (1956-1964)
- Jerry Collins, (2001-2007)
- Kieran Crowley, (1985-1991)
- Christian Cullen, (1996-2002)
- Andy Dalton, (1977-1985)
- Sean Fitzpatrick, (1986-1997)
- Troy Flavell, (2000-2007)
- Grant Fox, (1984-1993)
- Bernie Fraser, (1979-1984)
- Dave Gallaher, (1903-1906)
- Sid Going, (1967-1977)
- Andy Haden, (1977-1986)
- Carl Hayman, (2001-2007)
- Doug Howlett, (2000-2007)
- Chris Jack, (2001-2007)
- Ian Jones, (1990-1999)
- Michael Jones, (1987-1998)
- Byron Kelleher, (1998-2007)
- David Kirk, (1983-1987)
- Ian Kirkpatrick, (1967-1977)
- John Kirwan, (1984-1994)
- Gary Knight, (1977-1986)
- Josh Kronfeld, (1995-2000)
- Walter Little, (1990-1998)
- Brian Lochore, (1964-1971)
- Richard Loe, (1987-1995)
- Jonah Lomu, (1994-2002)
- Dave Loveridge, (1978-1985)
- Leon MacDonald, (2000-2005)
- Justin Marshall, (1995-2005)
- Aaron Mauger, (2001-2006)
- Bernie McCahill, (1987-1991)
- Richie McCaw, (2001-2015)
- Steve McDowll, (1985-1992)
- Colin Meads, (1957-1971)
- Keven Mealamu, (2002-2015)
- Kees Meeuws, (1998-2004)
- Andrew Mehrtens, (1995-2005)
- Murray Mexted, (1979-1985)
- Graham Mourie, (1976-1982)
- Mils Muliaina, (2003-2011)
- George Nepia, (1924-1930)
- Ma'a Nonu, (2003-2015)
- Anton Oliver, (1997-2007)
- Bill Osborne, (1975-1982)
- Jon Preston, (1991-1997)
- Hika Reid, (1980-1986)
- Bruce Robertson, (1972-1981)
- Joe Rokocoko, (2003-2010)
- Mark Shaw, (1980-1986)
- Greg Somerville, (2000-2008)
- Carlos Spencer, (1995-2004)
- Joe Stanley, (1986-1990)
- Reuben Thorne, (1999-2007)
- John Timu, (1989-1994)
- Tana Umaga, (1997-2006)
- Gary Whetton, (1981-1991)
- Wilson Whineray, (1957-1965)
- Bryan Williams, (1970-1978)
- Jeff Wilson, (1993-2001)
- Stu Wilson, (1977-1983)
- Tony Woodcock, (2002-2015)
- Terry Wright, (1986-1992)

### Statistiche individuali

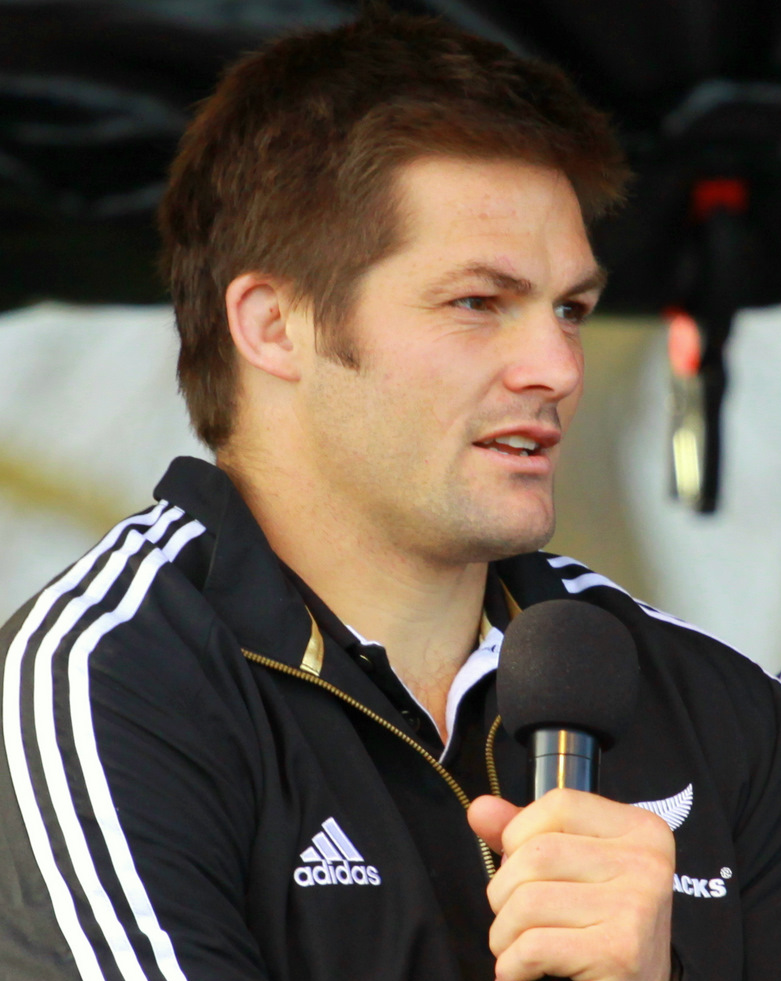
Richie McCaw, con i 148 test match giocati con gli All Blacks, è il giocatore che vanta in assoluto il maggior numero di presenze a livello internazionale.

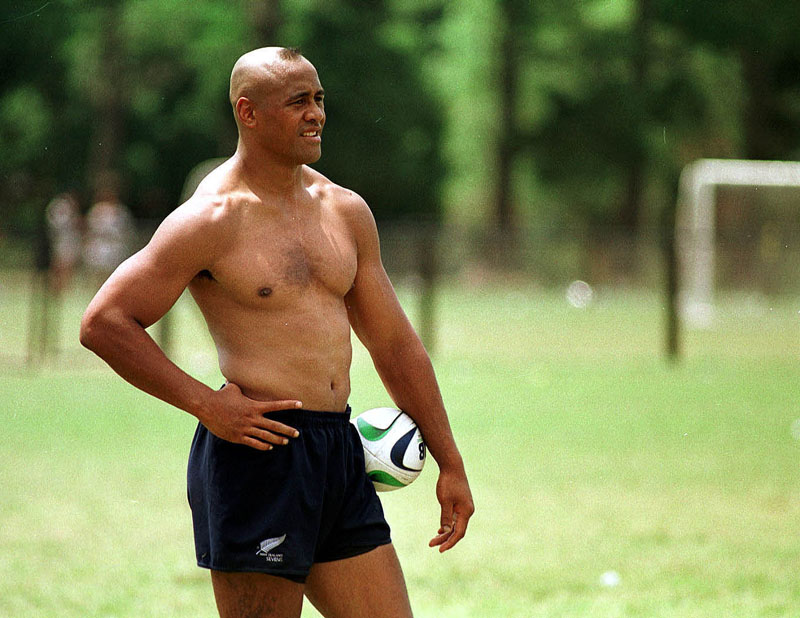
Jonah Lomu, icona mondiale del rugby dell'era professionistica

Vengono elencate alcune statistiche significative riguardanti i giocatori della Nuova Zelanda. I nomi in grassetto indicano i giocatori che sono ancora in attività. Per ogni giocatore, si distingue tra gli incontri giocati in totale e i test match, essendo questi ultimi disputati soltanto tra selezioni nazionali. Negli incontri complessivi sono considerate anche le partite giocate dagli All Blacks contro squadre o selezioni locali. Le statistiche sono aggiornate al 5 novembre 2015.
- Record di incontri con gli All Blacks

| Richie McCaw 149 incontri Colin Meads 133 incontri Keven Mealamu 133 incontri Sean Fitzpatrick 128 incontri Tony Woodcock 118 incontri |

- Record di test match con gli All Blacks

| Richie McCaw 148 test Keven Mealamu 132 test Tony Woodcock 118 test Daniel Carter 112 test Ma'a Nonu 103 test |

- Record di mete

| Doug Howlett 49 mete Christian Cullen 46 mete Joe Rokocoko 46 mete Julian Savea 45 mete Jeff Wilson 44 mete |

- Record di punti

| Daniel Carter 1598 punti Andrew Mehrtens 967 punti Beauden Barrett 649 punti Grant Fox 645 punti Aaron Cruden 322 punti Carlos Spencer 291 punti |

### Rosa attuale
Rosa aggiornata al 28 ottobre 2023. 
| Giocatore              | Ruolo | Caps | Club            |
| ---------------------- | ----- | ---- | --------------- |
| Dane Coles             | TL    | 90   | Hurricanes      |
| Samisoni Taukei'aho    | TL    | 30   | Chiefs          |
| Codie Taylor           | TL    | 86   | Crusaders       |
| Ethan de Groot         | PL    | 22   | Highlanders     |
| Nepo Laulala           | PL    | 53   | Tolosa          |
| Tyrel Lomax            | PL    | 32   | Hurricanes      |
| Fletcher Newell        | PL    | 13   | Crusaders       |
| Ofa Tuʻungafasi        | PL    | 57   | Blues           |
| Tamaiti Williams       | PL    | 8    | Crusaders       |
| Scott Barrett          | SL    | 70   | Crusaders       |
| Brodie Retallick       | SL    | 109  | Kōbe Steelers   |
| Tupou Vaa'i            | SL    | 26   | Chiefs          |
| Sam Whitelock          | SL    | 153  | Pau             |
| Sam Cane (C)           | FL    | 95   | Sungoliath      |
| Shannon Frizell        | FL    | 33   | Brave Lupus     |
| Luke Jacobson          | FL    | 18   | Chiefs          |
| Dalton Papalii         | FL    | 32   | Blues           |
| Ardie Savea            | FL    | 81   | Kōbe Steelers   |
| Ethan Blackadder       | FL    | 10   | Crusaders       |
| Finlay Christie        | MM    | 21   | Blues           |
| Cam Roigard            | MM    | 5    | Hurricanes      |
| Aaron Smith            | MM    | 125  | Toyota Verblitz |
| Beauden Barrett        | MA    | 124  | Toyota Verblitz |
| Damian McKenzie        | MA    | 47   | Chiefs          |
| Richie Mo'unga         | MA    | 57   | Brave Lupus     |
| Jordie Barrett         | CE    | 57   | Hurricanes      |
| David Havili           | CE    | 27   | Crusaders       |
| Rieko Ioane            | CE    | 69   | Blues           |
| Anton Lienert-Brown    | CE    | 70   | Chiefs          |
| Caleb Clarke           | TQ    | 20   | Blues           |
| Leicester Fainga'anuku | TQ    | 7    | Tolone          |
| Emoni Narawa           | TQ    | 1    | Chiefs          |
| Mark Telea             | TQ    | 9    | Blues           |
| Will Jordan            | ES    | 31   | Crusaders       |

## Allenatori
Dopo essere stato capitano degli All Blacks, Brian Lochore divenne il loro allenatore nel 1983 e, dopo una breve interruzione, tornò ad allenarli fino alla vittoriosa Coppa del Mondo 1987. Alex Wyllie gli successe dal 1988 fino alla Coppa del Mondo 1991. A seguito dei cattivi risultati degli All Blacks durante questa edizione del mondiale, venne rimpiazzato da Laurie Mains dal 1992 fino al 1995.
Il fallimento degli All Blacks alla Coppa del Mondo 1995 comportò un nuovo cambio di allenatore, con John Hart che assunse l'incaricato dal 1995 al 1999. I risultati altalenanti dei neozelandesi e il loro fallimento in occasione della Coppa del Mondo 2003 portarono a frequenti cambi di allenatore: Wayne Smith restò in carica dal 2000 al 2001, quindi gli succedette John Mitchell dal 2001 al 2003. Un periodo di maggiore stabilità venne raggiunto con l'allenatore Graham Henry che, nonostante la sconfitta degli All Blacks nei quarti di finale di Coppa del Mondo 2007, con tutto lo stupore e le critiche seguite, ottenne la riconferma nel dicembre dello stesso anno.

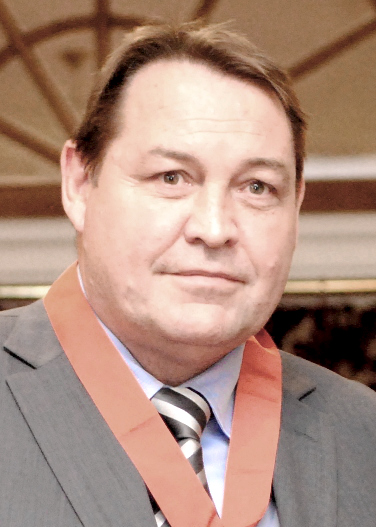
Steve Hansen guida gli All Blacks dal 2012

Henry guidò gli All Blacks fino alla vittoriosa Coppa del Mondo 2011, subito dopo annunciò le sue dimissioni e in seguito l'incarico di allenatore venne assegnato a Steve Hansen, che in precedenza aveva già sostituito Henry quando nel 2002 quest'ultimo si dimise dall'incarico di allenatore del Galles. Hansen, che vantò durante la sua gestione 22 risultati utili consecutivi, guidò la Nuova Zelanda alla conquista del secondo titolo mondiale consecutivo.
Dato che la definizione e il ruolo di allenatore degli All Blacks è assai variabile prima del tour in Sud Africa del 1949, la seguente tabella include solamente gli allenatori nominati sin da allora.
| Nome              | Anni        | Test | Vittorie | Pareggi | Sconfitte | % Vittorie |
| ----------------- | ----------- | ---- | -------- | ------- | --------- | ---------- |
| Alex McDonald     | 1949        | 4    | 0        | 0       | 4         | 0%         |
| Tom Morrison      | 1950, 55–56 | 12   | 8        | 1       | 3         | 66,7%      |
| Len Clode         | 1951        | 3    | 3        | 0       | 0         | 100%       |
| Arthur Marslin    | 1953–1954   | 5    | 3        | 0       | 2         | 60%        |
| Dick Everest      | 1957        | 2    | 2        | 0       | 0         | 100%       |
| Jack Sullivan     | 1958–1960   | 11   | 6        | 1       | 4         | 54,5%      |
| Neil McPhail      | 1961–1965   | 20   | 16       | 2       | 2         | 80%        |
| Ron Bush          | 1962        | 2    | 2        | 0       | 0         | 100%       |
| Fred Allen        | 1966–1968   | 14   | 14       | 0       | 0         | 100%       |
| Ivan Vodanovich   | 1969–1971   | 10   | 4        | 1       | 5         | 40%        |
| Bob Duff          | 1972–1973   | 8    | 6        | 1       | 1         | 75%        |
| John Stewart      | 1974–1976   | 11   | 6        | 1       | 4         | 54,5%      |
| Jack Gleeson      | 1977–1978   | 13   | 10       | 0       | 3         | 76,9%      |
| Eric Watson       | 1979–1980   | 9    | 5        | 0       | 4         | 55,5%      |
| Peter Burke       | 1981–1982   | 11   | 9        | 0       | 2         | 81,8%      |
| Bryce Rope        | 1983–1984   | 12   | 9        | 1       | 2         | 75%        |
| Sir Brian Lochore | 1985–1987   | 18   | 14       | 1       | 3         | 77.7%      |
| Alex Wyllie       | 1988–1991   | 29   | 25       | 1       | 3         | 86,2%      |
| Laurie Mains      | 1992–1995   | 34   | 23       | 1       | 10        | 67,6%      |
| John Hart         | 1996–1999   | 41   | 31       | 1       | 9         | 75,6%      |
| Wayne Smith       | 2000–2001   | 17   | 12       | 0       | 5         | 70,5%      |
| John Mitchell     | 2002–2003   | 28   | 23       | 1       | 4         | 82,1%      |
| Graham Henry      | 2004–2011   | 117  | 100      | 1       | 16        | 85,5%      |
| Steve Hansen      | 2012–2019   | 54   | 49       | 2       | 3         | 90,7%      |
| Ian Foster        | 2020-       |      |          |         |           |            |

## I tour
Moltissimi i tour che gli All Blacks hanno disputato nella storia, senza dimenticare quelli dei New Zealand Māori.
Il primo fu nel 1884, ma non aveva carattere ufficiale e vide i neozelandesi recarsi in Australia. La prima apparizione in Europa, risale al 1905, quando nacque anche l'usanza dell'haka, oltre al soprannome "All Blacks".
Storico il tour del 1924-25, quello degli Invincibili.

## Stadi

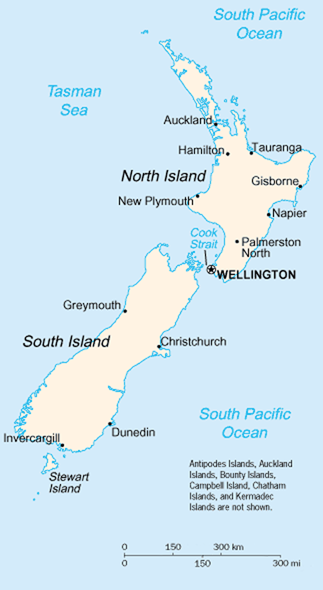
Cartina della Nuova Zelanda che mostra le principali città

La Nuova Zelanda non possiede uno stadio ufficiale per le partite casalinghe della nazionale. Gli All Blacks giocano i loro test match in vari luoghi della Nuova Zelanda. Negli anni recenti sono stati soliti giocare nei seguenti stadi: Eden Park, Auckland; North Harbour Stadium, Albany; Westpac Stadium, Wellington; AMI Stadium (in passato chiamato Lancaster Park e Jade Stadium), Christchurch; Waikato Stadium, Hamilton; e Carisbrook, Dunedin.
Prima della costruzione del Westpac Stadium nel 1999, i test a Wellington avevano sede presso l'Athletic Park. L'Athletic Park fu anche la sede del primo test match casalingo degli All Blacks contro i British & Irish Lions nel 1904. Il primo test match casalingo disputato fuori dai centri principali di Auckland, Christchurch, Dunedin o Wellington fu nel 1996 al McLean Park di Napier. La finale della Coppa del Mondo 1987 fu disputata all'Eden Park.
L'Eden Park e l'AMI Stadium sono stati ampliati in occasione della Coppa del Mondo 2011 ospitata proprio in Nuova Zelanda. Nel 2006 il governo neozelandese propose la costruzione dello Stadium New Zealand nella zona portuale di Auckland come alternativa all'ampliamento dell'Eden Park; questa proposta venne rigettata dal Consiglio Regionale di Auckland. La New Zealand Rugby Football Union (NZRFU) non ritenne più il Carisbrook come sede adeguata per i test match, proponendo uno stadio al coperto in sua sostituzione. Lo stadio venne rimpiazzato dal nuovo Forsyth Barr Stadium, inaugurato in occasione della Coppa del Mondo 2011.